# 假面騎士鎧武
《假面騎士鎧武》（原題：仮面ライダー鎧武）是日本東映公司在2013年推出的《假面騎士系列》的第15部平成系列特攝作品，於2013年（平成25年）10月6日至2014年（平成26年）9月28日，每週日早上08:00-08:30於朝日電視台播出，共47集，口號是「假面騎士戰國時代」。
香港於2016年7月23日至2017年7月22日於每週六11:15-11:50由無電視翡翠台雙語廣播粵語配音版及日語版，設有提供中文字幕，其中粵語配音版可在每集播出後十四天內在網上經myTV重溫。本作是最後一部於無綫電視播放的《幪面超人系列》特攝作品，直至2018年底由ViuTV接手《幪面超人系列》，此舉導致香港的電視台連續跳過3部《幪面超人系列》電視作品沒有播放，而該台在星期日早上09:30-10:00播放的《超級戰隊系列》特攝片集則予以繼續。
台灣於2016年9月3日至2017年7月22日每週六上午08:30-09:00由東森綜合台首播國語配音版，並於當日16:30-17:00及隔日上午07:30-08:00於東森超視台重播，亦在2017年1月21日至同年12月9日每週六15:00-15:30於東森幼幼台重播。2021年3月，巴哈姆特動畫瘋上架了木棉花國際代理版本，此版本亦於2021年6月23日至8月26日，每週一至五18:00-18:30於霹靂台灣台首播，並於當日23:00-23:30重播，以日語原音播出。
中國大陸於2018年8月9日在騰訊視頻全集上架普通話配音版，隔天全集上架日語原音版，后外包给鸣鸽工作室重新制作字幕后，重新播出。

## 本作特色
- 本作為《平成假面騎士系列》第15部紀念作，標題是繼《假面騎士電王》之後再次加入漢字。

- 據製作人表示，有鑑於自《假面騎士W》之後的作品大多只有兩位主要假面騎士擔任，加上近年AKB48這類型組合方式的流行而有至少五位假面騎士及變身者登場的提案，就如假面騎士角色數量相對較多的《假面騎士龍騎》和《假面騎士KABUTO》，相對地假面騎士彼此之間鬥爭的心理因素亦會因此變得濃厚起來，事實上本作亦打破了由龍騎所保持的最多原創假面騎士登場的紀錄，亦一度成為最多原創假面騎士登場的作品系列（包括所有劇場版與外傳多達25位）[3]。本作亦是繼龍騎之後再次以假面騎士之間的戰鬥作為故事的核心[4]。

- 首次加入武士、街舞[5]、鎖及水果元素[6]，最初打算只沿用戰國時代武將的設定再加上雀鳥或者昆蟲元素，但萬代官方提出須要用水果作爲主題元素，製作人對此項提案亦感到相當苦惱，經過多番修改後最終只有造型方面保留原本的構思，以及加入不同國家的武裝設計，並選用橙作為主角假面角騎士的裝甲設計概念，因為是在小孩最喜歡的水果之中排名首位，而配角假面角騎士的裝甲設計則由排名次位的香蕉和葡萄等作為概念，至於使用鎖作為變身道具的原因是要帶出「打開新世界」和「尋找新事物」的訊息。

- 劇本創作人虛淵玄[7]是首次擔任特攝作品的編劇，因為經聲優杉田智和引廌認識武部直美而得到參與創作的機會，設定方面考慮以舊平成系列作品《假面騎士空我》和《假面騎士顎門》這種黑暗風格作為概念，故事劇情的推進亦達成共識會棄用過往單元劇的模式，改為每一話數都有貫通性的連續劇設定[8]，同時表示對觀眾的年齡層方面沒有刻意去著重考慮，除劇本外也有份提出以街舞作為主題元素和故事核心之一。

- 本作為《平成假面騎士系列》繼《假面騎士DECADE》[9]之後再次與不同特攝系列作品於電視節目中進行跨界合作，分別是與《超級戰隊系列》作品《烈車戰隊特急者》作一小時特別篇，以及為宣傳石之森章太郎作品之一的重製電影而作故事上的聯動。

- 本作的正篇故事以第47話作為最終話，是《平成假面骑士系列》繼《假面騎士DECADE》之後，第二次電視本篇少於48話[10][11]。

- 於2017年上映的《假面騎士平成Generations FINAL Build & EX-AID with 傳說騎士》得知《假面騎士W》至《假面騎士EX-AID》實為同一世界觀。

## 故事概要
由大型企業世界樹財團所發展新興的都市澤芽市之中，一些終日以跳街舞度日的青少年，從異世界召喚稱為「異域者（Inves）」的小型怪物並互相交戰以爭奪街舞地盤。與異世界相通的道路卻因此打開了，招來更強大的怪物入侵現實世界而令人類陷入危機。葛葉紘汰為某種意向而站出來成為假面騎士鎧武，捲入假面騎士之間爭雄的命運。

## 故事背景
澤芽市
原文：
本作虛構的背景地點。世界樹財團獨立發展企業的新興城市。城市總人口約20萬人。
雖然建設在狹窄的盆地內，連接鄰近市區的交通網絡惡劣，但因世界樹財團的計劃開發迅速蓬勃而形成獨自有活力文化的城市。
相反當地居民的就業方面全是受聘於世界樹財團旗下的分支公司，形成經濟發展的規律會有一定程度的障礙，年青一輩亦都會積壓不少鬱結。
- 澤芽市內的地點

- 「Drupers」

水果甜點店，店長為阪東清治郎。
以製作的芭菲享譽澤芽市，也是葛葉紘汰休息及薛度販賣定鎖種子時留候的地方。同時亦是澤芽市少數非世界樹財團旗下的店鋪之一。
- 私立天樹高中

吳島光實現時所就讀的學校。世界樹財團旗下的學校。
- 「Charmant」

由凰蓮・皮埃爾・阿方索所開設的西式糕點店。同時亦是澤芽市少數非世界樹財團旗下的店鋪之一。
於《鎧武外傳 假面騎士古列頓VS假面騎士布拉弗》中該店面已經由凰蓮・皮埃爾・阿方索交給徒弟城乃內接手。
- 鳳梨醫院

澤芽市內的醫院。世界樹財團旗下的醫院。
- 高司神社

澤芽市曾經存在的地點，高司舞童年時的居住地，後來被當時計劃開發澤芽市的世界樹財團所拆毀。目前該地已被丟空。
神社內有一株神木被當地視為信仰對象，但這株神木卻並不屬於地球的植物，而是很久以前從「Crack」飄來的種子成長而成，但並沒有向外繁殖只有增長樹齡。世界樹財團拆毀神社後把這株神木帶去研究，後來成功研製出人工「Crack」。
- 世界樹之塔（Yggdrasil Tower）

世界樹財團的總部大樓，大樓地下室有著人工「Crack」，平時研究團隊就是利用這前往海姆冥界森林做研究，這人工「Crack」衍生的地方是在以前位於澤芽市神社的神木上，大樓頂部的圓環裝有四部電磁波兵器，只要在必要時刻世界樹財團就會啟動電磁波兵器把澤芽市變成一片焦土。
世界樹財團（Yggdrasil Corporation）
原文：
管轄及發展澤芽市的總部龐大企業。
當初只是為了研究海姆冥界森林而成立的組織機構，後來組織日漸壯大所以就偽裝成了現在知名的跨國企業。
因認定澤芽市是「Crack」出現頻率最高的地點，所以才會選擇在這裡開發企劃都市及設立總部世界樹之塔，目的就是為了方便進行有關海姆冥界森林的研究。
為應對十年後地球因海姆冥界森林的覆蓋而使人類滅絕，因此會實行名為「方舟計劃」的行動。
其後世界樹之塔被雷迪艾入侵，以及戰極凌馬向外界公佈「方舟計劃」的真相之下，企業亦在最終事件過後隨之瓦解。
海姆冥界森林
原文：
名稱由來自北歐神話中世界之樹其中一個王國，擁有「死之國」之稱的「海姆冥界」，但有時候，又會被稱為「尼福爾海姆」。
本作怪人異域者棲身的異世界，全是佈滿奇形怪狀或色彩詭異植物的一個森林。這類植物生長出來的果實是異域者的主要糧食；相反由人類或任何生物食用此果實的話，身體則會產生基因特變而成為異域者。
定鎖種子亦是從這類果實變化而成，及可利用定鎖種子打開此地與現實世界相連的通道，從而召來異域者發起「異域者遊戲」。
事實上這個異世界曾經和地球一樣有文明存在過，只是在某個時期這個世界突然出現「Crack」，並散佈孢子及以驚人的繁殖力擴散而形成了森林，果實就像外來種般地侵略，導致這世界土壤汙染形成原生植物滅絕，最後這世界的生物包含了建造文明的一群稱為菲姆辛姆的種族，都吃下了果實變成了異域者後異世界就這樣滅絕，因此形成了現在的海姆冥界森林。
而世界樹財團的目的就是為了防止地球像這個異世界一樣，所以才會進行研究找出解決方法，但科學家預測如果照目前「Crack」出現頻率不斷增加及繼續繁殖果實，不超過十年地球就會像現在的海姆冥界一樣一切都會滅絕。
這異世界在當時文明雖然毀滅但並不是全部，菲姆辛姆中極少數得到了超越滅絕的力量，進化到了超越其他異域者的層次存活了下來，那些人就是霸主異域者。但根據霸主異域者之首羅修奧所說，導致此世界步向滅亡的主因並非森林本身，而是由僅餘獲得進化的菲姆辛姆們互相殘殺所致，於《劇場版 假面騎士鎧武 足球大決戰！黃金果實爭奪杯！》中所述，菲姆辛姆之間的鬥爭正是由其黃金果實的化身-光金所挑起，但进化本质就是斗争所以只有最终获胜的唯一人选能够得到擁有神秘力量的禁果。
海姆冥界的真实目的不仅是为了侵蚀世界，还为能够支配世界的新种族带来进化的力量，於聯動劇場版《假面騎士×假面騎士 Drive & 鎧武 MOVIE大戰 Full Throttle》中從機械複製人的姿態再度復活的戰極凌馬口中揭露「機械生命體Megahex」也同樣作為經歷過被海爾冥界森林侵蝕的種族之一，因將整個行星一體機械化而超越了滅絕的厄運。

## 用語
Armored Rider
原文： / Armored Rider
本作假面騎士的稱呼，可解讀為「裝甲、武裝騎士」（台灣地區則譯為「戰甲騎士」；香港地區則直譯為「幪面超人」）。此名詞由DJ相樂所立。
借助由海姆冥界森林的果實變化而成的定鎖種子的力量，通過戰極凌馬開發的腰帶所變身具有超越正常人力量的戰士。分為由戰極驅動器變身的「初期型」，及由創世紀驅動器變身的「次世代型」。
實質「初期型」最初誕生的目的是世界樹財團「方舟計劃」的實驗對象，作為收集數據的基礎去造就「次世代型」，及量產化腰帶從而進行計劃的另一階段。
Beat Riders
原文： / Beat Riders
表演街舞的團體組織所作的統稱（台灣地區則譯為「舞動遊騎兵／街舞騎士」），其中包括「鎧武隊」及「巴隆隊」兩支隊伍。
於《鎧武外傳 假面騎士納高爾》中，修羅一度借用該舞團「巴隆隊」的名義，成立了名為「Neo巴隆」的地下格鬥場集團。
（『代表Armored Rider』一欄以「異域者遊戲」事件結束之前作為標準）
| Beat Riders             | Beat Riders                    | Beat Riders    | Beat Riders | Beat Riders       |
| 隊名                    | 領隊                           | 衣飾特徵       | 舞風        | 代表Armored Rider |
| ----------------------- | ------------------------------ | -------------- | ----------- | ----------------- |
| 鎧武（Gaim）隊          | 角居裕也                       | 藍色的衛衣     | 嘻哈舞      | 鎧武、龍玄        |
| 巴隆（Baron）隊         | 驅紋戒斗（前期）、Zack（後期） | 紅和黑色的西裝 | 爵士舞      | 巴隆、纳高尔      |
| 雷特狂野（Raid Wild）隊 | 初瀬亮二                       | 黃和黑色的皮衣 | 御宅藝      | 黑影              |
| 因維托（Invitto）隊     | 城乃內秀保                     | 彩色的眼鏡     | Para Para   | 古列頓            |
| 蒼天隊                  | （不詳）                       | 和服           | 劍舞        | -                 |
| 紅熱（Redhot）隊        | 曾野村                         | 紅色的衣裝     | （不詳）    | -                 |
| 波普起躍（Popup）隊     | （不詳）                       | 白色的燕尾服   | 士的舞      | -                 |
| 史必蓋尼隊（Spingere）  | （不詳）                       | （不詳）       | （不詳）    | -                 |
| 鼓舞隊（Boost）         | （不詳）                       | （不詳）       | （不詳）    | -                 |
| 魍魎隊                  | （不詳）                       | （不詳）       | （不詳）    | -                 |

定鎖種子
原文： / Lock Seed
定鎖種子音效：平床政治
本作假面騎士專用的掛鎖型道具。
原本是由海姆冥界森林裡植物所生長的果實，由身上佩載著戰極驅動器去採摘後變化而成。通過腰帶用來變身及轉換型態，「異域者遊戲」進行時亦需用此物來召喚異域者及命令其行動。除此之外將之扣鎖於腰帶後具有提供養分的效用，使然可在不需進食的情況下維生。
基於定鎖種子原型是海姆冥界森林的果實關係，異域者若然將之吞食後外表及額外能力同樣會得到進化。
中間單向門開式罩蓋表面均附上編號「LS-XX（LS=Lock Seed）」或「LV-XX（LV=Lock Vehicle）」，打開時呈現果實橫切面及附帶武裝的插圖；能量定鎖種子罩蓋表面均附上編號「ELS-XX（ELS=Energy Lock Seed）」，罩蓋屬多向張合式及打開時只呈現果實橫切面。目前已知等級被分作S～D，S級（或以上）最高，及D級（或以下）最低。
「Kachidoki」定鎖種子罩蓋表面均附上編號「KLS-01（KLS=Kachidoki Lock Seed）」，但「Kachidoki」定鎖種子並非由海姆冥界森林的果實變化而成，而是由DJ相樂利用普通的柳橙變化而成的定鎖種子。
「極」定鎖種子罩蓋表面均附上編號「LS-∞」，則是由知善惡果的一部分變化而成，並唯一以鑰匙形式搭配「Kachidoki」定鎖種子使用。
「Yomotsuheguri」定鎖種子罩蓋表面均附上編號「LS-YOMI（YOMI=Yomotsuheguri）」，由战极凌马制造的试作品，使用者以生命为代价获得巨大的力量，由于太过危险而曾一度被封印
異域者
原文： / Inves
本作登場的怪人。「Inves」為入侵者英語「Invader」及北歐神話中精靈的常用英語譯名「Elves」得出的合併字。
以生長於海姆冥界森林的果實作為主食，任何生物吃到果實的都會產生基因突變而成為異域者，大部分生物變成異域者時均失去自我。本作中只有葛葉紘汰、驅紋戒斗及部分菲姆辛姆族人食下果實後進化成霸主異域者而仍然能保持自我。
主要外表分為紅色、藍色和綠色三個屬系區分。
可利用定鎖種子打開連接現實世界的通道後，召喚過來進行「異域者遊戲」，或成為霸主異域者的的雜兵部下般使喚。
若吃下果實或定鎖種子後能力上及外表會有一定程度的進化。
霸主異域者
原文： / Over Lord Inves
本作登場的高階怪人。「Over Lord」一詞由戰極凌馬命名。
異世界稱為菲姆辛姆的種族，在被海姆冥界森林侵蝕且文明毀滅時，只有極少數得到超越滅絕的力量，並進化成超越普通異域者層次的姿態，也就是現在的霸主異域者。
跟普通異域者不同的地方是，霸主異域者擁有智慧並且有語言能力，還擁有自由操控海姆冥界森林植物的特殊能力，所以推敲出霸主異域者可能擁有阻止森林侵略地球的力量。

異域者遊戲
原文： / Inves Games
當「Beat Riders」之間若發生衝突的時候，利用定鎖種子從海姆冥界森林召喚異域者，再電子虛擬化縮成細小體形比例和設下屏障進行互相對戰，以此決定勝負解決紛爭的一種遊戲。
隨著定鎖種子等級愈高，召喚出的異域者會愈強大。當佩戴著戰極驅動器召喚時，更能夠召喚出等身比例並完全實體化的異域者。
但對戰期間若然不慎掉下鎖頭的時候，會有令異域者衝破電子屏障並反過來襲擊召喚者的危險。
但定鎖種子如果經過「Limit Cut」的輕微改裝，即使沒有佩戴戰極驅動器也可以召喚完全實體化的異域者。不過A級定鎖種子使用「Limit Cut」時則會令鎖頭力量超出負荷，情況如將鎖頭掉下一樣從而令召喚的異域者有暴走的風險。
開始時會有「Battle Start!!」的音效提示。如分出勝負，勝方的定鎖種子會發出「You Win」音效提示；敗方的定鎖種子則會被勝方強制沒收。
愛好者或觀眾可透過DJ相樂的網站「Beat Riders Hotline」觀看戰況實錄及評分，網站亦會公報「Beat Riders」戰績和得分的排名比率。
此遊戲的盛行背後實情乃是世界樹財團進行的「方舟計劃」一部份。
Crack
原文： / Crack
海姆冥界森林與現實世界兩地相通的空間裂縫，此詞由世界樹財團轄下科學團隊所立的學名。
此現象無規則性在澤芽市各地從無形之中產生空間裂縫通道，但經過一段時間卻自行消失及在別處再次出現。
「Crack」曾經產生之處因海姆冥界森林的種子或孢子的散播，並以驚人繁殖力成長而在附近均會遺留森林獨有的植物和果實。

方舟計劃
原文： / Project Ark
乃世界樹財團於日後應對海姆冥界森林有關的危機而制定的策略行動。
先是在「Beat Riders」圈子內盛行「異域者遊戲」，再選擇和分發試驗用的戰極驅動器，從而觀察及收集數據以達成將戰極驅動器量產化的目標。
當海姆冥界森林的事情隱瞞不住時因而會計劃放棄澤芽市，並利用總部世界樹之塔的電磁波兵器把城市變成一片焦土，之後在海姆冥界森林將完全覆蓋地球的十年間，實行計劃量產戰極驅動器，以利用腰帶的功能讓人類可以不需要進食，並在安全的情況下攝取海姆冥界森林果實的養分，從而排除變化成異域者的風險之下生存。但腰帶最多只能達10億的產量，也就是說只有七分之一的人類才能倖存，而剩下的60億人口為了防止到時變成異域者，將在這期間內實行多種的手段以減少人口。
禁果
原文： / Forbidden Fruit
名稱由來自在《聖經》中伊甸園「知善惡樹」上結的果實，稱為「知善惡果（知恵の実）」，但有時候又會別稱為「黄金果實（黄金の果実）」。
每當海姆冥界森林侵蝕了新的世界，就會誕生唯一一顆擁有神秘力量的禁果，猶如超越毀滅的定律並踏入下一次進化的鑰匙。這是戰勝森林並被選中，僅此一人的勇者才能獲得的獎勵。
於《劇場版 假面騎士鎧武 足球大決戰！黃金果實爭奪杯！》中異域霸者曾利用該果實創造出了其果實的化身-光金，但也挑起菲姆席姆之間的鬥爭並導致種族面臨滅絕。
而且根據規則，每一個世界的種族最多只能夠擁有一顆禁果。因為要給新的挑戰者一個機會。進入下一世代後需要選擇和寄放果實在一名女性身上，令其作為見證者去賜予果實給最終勝利者，而該名女性稱之為「起始之女」。
利用此禁果的一部分轉化成「極」定鎖種子後，跟假面騎士鎧武搭配「Kachidoki」定鎖種子使用而獲得進化。
最后由葛叶纮汰在最终决战中打败驅紋戒斗后，獲得最終勝利者的資格從而得到果實成為「起始之男」。

## 本作登場假面騎士
有關參考：用語
結構
| 結構名稱 | 簡介 |
| 頭部     | 頭部裝甲具有分析出變身者心律、肉體和精神界限的功能，因應狀況從而透過腰帶變換並輸出最佳的戰鬥能力。 額頭位置嵌上的特殊寶石具有探測電磁波反應的用途。 面部裝甲具有過濾或阻斷毒性氣體的作用。 眼部的視感器內部裝嵌上多個微細鏡頭，造成如昆蟲的複眼效果以作擴闊視野及捕捉動態；而「次世代型」比較起來，眼部的視感器則增添廣角及望遠鏡功能。 |
| 裝甲     | 裝甲此一般有更強力防護作用；而「次世代型」比較起來，胸部護甲與創世紀驅動器之間作液態能源的流通以活化力量的循環運作。 |
| 手部     | 手腕部位裝置則具有增幅臂力的功能，隨著變身者的意念而透過腰帶衍量釋出的力度；而「次世代型」比較起來，指部護甲位置可強化比一般成年男性多出20倍的握力。 |
| 腳部     | 腳部護甲除了可強化腿力外，亦可緩衝高處墜下的衝力及吸收外來反作用力，鞋跟位置在平常狀態時如橡膠般柔韌，但當受到衝擊時會一瞬間自行硬化以作保護。 |
| 全身     | 纏繞全身的衣服材料具有增幅人體基礎能力的作用；而「次世代型」比較起來，衣料於耐寒耐熱及耐衝擊的性能方面比「初期型」高出30%（除開斬月．真為20%以外）。 |

### 假面騎士鎧武
變身者：葛葉紘汰 / 角居裕也（替身演員：高岩成二、CV：佐野岳 / 崎本大海）
原文： / Kamen Rider Gaim
初次登場話數：第1話/《假面騎士Wizard》第52話
鎧甲原型：日本武士
型號系列：初期型
名字由來：Beat Riders團隊「鎧武隊」

#### 變身模式
| 型態名稱                        | 簡介 | 外觀                                                                                            | 能力 | 必殺技 | 必殺技 / 特殊技（非官方命名） |
| Orange Arms 柳橙鎧甲            | 原文： 劇中的主要形態，利用「Orange」定鎖種子變身的形態 身高：203cm 體重：105kg 拳擊力：6.7t 踢擊力：10.2t 跳躍力：28m 行動速度：100m/5.9秒                                                                | 全身以橙色、金色和藍色為主                                                                      | 近戰為主的形態，能力屬平均型，可同時使用武器無雙軍刀和大橙丸兩者配合，以二刀流作為戰鬥方式                                                                                           | 無賴飛踢 原文： / Burai Kick 所屬的騎士踢，破壞力最少可達25t。 推下戰極驅動器刀狀推桿裝置「Cutting Blade」一次後使出。 無雙斬 原文： / Musou Zan 無雙軍刀「劍模式」狀態下，劍柄位置的「Drive Launch」裝上定鎖種子後發動的必殺斬擊。或推下戰極驅動器刀狀推桿裝置「Cutting Blade」兩次後使出。無雙軍刀「劍模式」釋出最大力量的斬擊。 無雙射擊 原文： / Musou Shot 無雙軍刀「槍模式」狀態下，劍柄位置的「Drive Launch」裝上定鎖種子後發動的必殺射擊。 薙刀無雙切 原文： / Naginata Musou Slicer 雙軍刀與大橙丸連接上的「薙刀模式」狀態下，劍柄位置的「Drive Launch」裝上「Orange」定鎖種子後發動的必殺技。以柳橙型能量光球拘束敵人後再衝上前砍下致命一擊。 大橙一刀 原文： / Daidai Ichitou 推下戰極驅動器刀狀推桿裝置「Cutting Blade」一次後使出。釋出大橙丸最大力量的斬撃。 | 柳橙頭撞 推下戰極驅動器刀狀推桿裝置「Cutting Blade」三次後使出。鎧甲組合成球體狀並包圍頭頸部位，球體高速迴轉再以頭撞抵禦外來攻擊。 |
| Pine Arms 鳳梨鎧甲              | 原文： 利用「Pine」定鎖種子變身的形態 身高：206cm 體重：119kg 拳擊力：8.7t 踢擊力：10.2t 跳躍力：22m 跑力：100m/6.5秒                                                                                      | 全身以黃色和藍色為主                                                                            | 力量為主的形態，配合流星錘型武器鳳梨星錘作中距離攻擊，適合應付體型龐大的敵人 | 鋼鐵破碎者 原文： / Iron Breaker 推下戰極驅動器刀狀推桿裝置「Cutting Blade」一次後使出。鳳梨星錘的錘頭部分巨大化後叩向敵方，再送上無賴飛踢作致命一撃。 | |
| Ichigo Arms 草莓鎧甲            | 原文： 利用「Ichigo」定鎖種子變身的形態 身高：203cm 體重：100kg 拳擊力：6.0t 踢擊力：10.2t 跳躍力：33m 行動速度：100m/5.5秒                                                                                | 全身以紅色和藍色為主                                                                            | 良好的運動能力為主的形態，配合苦無型武器草莓苦無作近戰及遠距離投擲攻擊 | 苦無炸裂 原文： / Kunai Burst Musou Saber「劍模式」狀態下，劍柄位置的「Drive Launch」裝上「Ichigo」定鎖種子後發動的必殺技。如暴雨灑上大量草莓苦無的形相光束。 | |
| Suika Arms 西瓜鎧甲             | 原文： 利用「Suika」定鎖種子變身的形態 〈重甲模式〉 身高：311cm 體重：523kg 拳擊力：33.2t 踢擊力：51.8t 跳躍力：3m 行動速度：100m/9.8秒 〈旋翼模式〉 高度：237cm 闊度：413cm 體重：523kg 飛行速度：247km/h | 全身以綠色、紅色和黑色為主                                                                      | 體積比本體巨大兩倍的動力服形態，可變化成「旋翼模式」作空中飛行以密集式槍擊敵人；和變化成如球體般的「大玉模式」作滾動衝撞攻擊                                                         | 雙刃割 原文： / Souha Wari 「重甲模式」形態推下戰極驅動器刀狀推桿裝置「Cutting Blade」一次後使出。以西瓜型能量光球拘束敵人後再利用西瓜雙刃刀送上連環斬擊。 | |
| Banana Arms 香蕉鎧甲            | 原文： 利用「Banana」定鎖種子變身的形態 身高：204cm 體重：108kg 拳擊力：7.7t 踢擊力：10.2t 跳躍力：26m 行動速度：100m/5.9秒                                                                                | 全身以黃色、銀色和藍色為主                                                                      | 以巴勒長槍突擊的戰法，具備重甲與力量著稱的形態 | 鎧武香蕉砲彈 原文： / Gaim Banana Bullet 戰極驅動器刀狀推桿裝置「Cutting Blade」兩次後使出或在Kiwami Arms形態召出巴勒長槍後推下戰極驅動器刀狀推桿裝置「Cutting Blade」一次後使出。巴勒長槍最大力量集中一點進行突刺一擊。 | |
| Jimber Lemon Arms 陣羽檸檬鎧甲  | 原文： 利用「Orange」定鎖種子為基礎，再利用「Genesis Core」搭配「Lemon」能量定鎖種子變身的形態 身高：206cm 體重：110kg 拳擊力：13.7t 踢擊力：17.9t 跳躍力：25m 行動速度：100m/5.6秒                        | 全身以銀色、黑色、黃色和藍色為主                                                                | 利用能量定鎖種子力量作出強化（強大的力量為主）的形態，配合弩弓武器音速弩弓作近戰及遠距離攻擊                                                                                         | 音速箭擊 原文： / Sonic Volley 音速弩弓裝上「Lemon」能量定鎖種子，並推下戰極驅動器刀狀推桿裝置「Cutting Blade」一次後使出。鎖定主要目標向其送上致命的矢擊。 無賴飛踢 原文： / Burai Kick 推下戰極驅動器刀狀推桿裝置「Cutting Blade」一次後使出，向目標射上矢箭作鎖定座標後再送上飛踢。 | 圓輪斬 戰極驅動器刀狀推桿裝置「Cutting Blade」兩次後使出。音速弩弓輸出最大力量的斬撃。 |
| Jimber Cherry Arms 陣羽櫻桃鎧甲 | 原文： 利用「Orange」定鎖種子為基礎，再利用「Genesis Core」搭配「Cherry」能量定鎖種子變身的形態 身高：206cm 體重：110kg 拳擊力：13.7t 踢擊力：17.9t 跳躍力：25m 行動速度：100m/5.6秒                       | 全身以銀色、黑色、桃紅色和藍色為主                                                              | 利用能量定鎖種子力量作出強化（高速的運動能力為主）的形態，配合弩弓武器音速弩弓作近戰及遠距離攻擊                                                                                     | | 圓輪斬 戰極驅動器刀狀推桿裝置「Cutting Blade」兩次後使出。音速弩弓輸出最大力量的斬撃。 |
| Jimber Peach Arms 陣羽蜜桃鎧甲  | 原文： 利用「Orange」定鎖種子為基礎，再利用「Genesis Core」搭配「Peach」能量定鎖種子變身的形態 身高：206cm 體重：110kg 拳擊力：13.7t 踢擊力：17.9t 跳躍力：25m 行動速度：100m/5.6秒                        | 全身以銀色、黑色、粉紅色和藍色為主                                                              | 利用能量定鎖種子力量作出強化（靈敏的聽力為主）的形態，配合弩弓武器音速弩弓作近戰及遠距離攻擊                                                                                         | | 圓輪斬 戰極驅動器刀狀推桿裝置「Cutting Blade」兩次後使出。音速弩弓輸出最大力量的斬撃。 |
| Kachidoki Arms 勝鬨鎧甲         | 原文： 利用「Kachidoki」定鎖種子變身的形態 身高：215cm 體重：128kg 拳擊力：16.0t 踢擊力：21.4t 跳躍力：16m 行動速度：100m/7.2秒                                                                            | 全身以橙紅色、金色和藍色為主                                                                    | 綜合力量提升及全身重甲的防禦性達到極致的形態，兩肩裝備的勝鬨旗可當作杖棒武器以應付複數敵人，配合武器火繩大橙DJ槍                                                                     | 火繩大橙無雙斬 原文： / Hinawa Daidai Musou Zan 無雙軍刀與火繩大橙DJ槍連接上的「劍模式」狀態下，劍身位置的「Drive Bay」裝上「Kachidoki」定鎖種子後發動的必殺斬擊。 | 火繩大橙無雙射擊 火繩大橙DJ槍以「槍模式」狀態下槍身位置的「Drive Bay」裝上「Kachidoki」定鎖種子後，以最大輸出率發射強大砲擊。 |
| Kiwami Arms 極鎧甲              | 原文： 利用「Kachidoki」定鎖種子與「極」定鎖種子融合變身的最終形態 身高：215cm 體重：113kg 拳擊力：14. 5t 踢擊力：20.4t 跳躍力：20m 行動速度：100m/5.8秒                                                   | 全身以白銀色、金色和黑色為主                                                                    | 以「Kachidoki Arms」為基礎再度進化的形態，能隨意單一或混合召出所有Armored Rider專屬武裝進行戰鬥；與霸主異域者一樣可自由開啟「Crack」，及擁有操控海姆冥界森林植物或異域者的特殊能力。 | 火繩大橙無雙斬 原文： / Hinawa Daidai Musou Zan 無雙軍刀與火繩大橙DJ槍連接上的「劍模式」狀態下，推下戰極驅動器刀狀推桿裝置「Cutting Blade」兩次後使出的必殺斬擊。 | 火繩大橙無雙射擊 火繩大橙DJ槍以「槍模式」狀態下槍身位置的「Drive Bay」裝上任何定鎖種子後，以最大輸出率發射強大砲擊。 長槍圍攻 召出巴勒長槍後推下戰極驅動器刀狀推桿裝置「Cutting Blade」一次後使出。把巴勒長槍力量貫注於地面後，再向目標腳踏範圍湧出大量光束以作突擊。 |
| Wizard Arms Wizard鎧甲          | 更多 ： 假面騎士×假面騎士 鎧武 & Wizard 天下決勝之戰國MOVIE大合戰 § 本作限定登場的假面騎士/形態 | 更多 ： 假面騎士×假面騎士 鎧武 & Wizard 天下決勝之戰國MOVIE大合戰 § 本作限定登場的假面騎士/形態 | 更多 ： 假面騎士×假面騎士 鎧武 & Wizard 天下決勝之戰國MOVIE大合戰 § 本作限定登場的假面騎士/形態                                                                                      | 更多 ： 假面騎士×假面騎士 鎧武 & Wizard 天下決勝之戰國MOVIE大合戰 § 本作限定登場的假面騎士/形態 | 更多 ： 假面騎士×假面騎士 鎧武 & Wizard 天下決勝之戰國MOVIE大合戰 § 本作限定登場的假面騎士/形態 |
| Ichigou Arms 1號鎧甲            | 更多 ： 平成騎士對昭和騎士 假面騎士大戰feat.超級戰隊 § 登場英雄 | 更多 ： 平成騎士對昭和騎士 假面騎士大戰feat.超級戰隊 § 登場英雄                                 | 更多 ： 平成騎士對昭和騎士 假面騎士大戰feat.超級戰隊 § 登場英雄 | 更多 ： 平成騎士對昭和騎士 假面騎士大戰feat.超級戰隊 § 登場英雄 | 更多 ： 平成騎士對昭和騎士 假面騎士大戰feat.超級戰隊 § 登場英雄 |
| Donguri Arms 橡果鎧甲           | 更多 ： 劇場版 假面騎士鎧武 足球大決戰！黃金果實爭奪杯！ § 本作限定登場假面騎士/形態 | 更多 ： 劇場版 假面騎士鎧武 足球大決戰！黃金果實爭奪杯！ § 本作限定登場假面騎士/形態            | 更多 ： 劇場版 假面騎士鎧武 足球大決戰！黃金果實爭奪杯！ § 本作限定登場假面騎士/形態                                                                                                 | 更多 ： 劇場版 假面騎士鎧武 足球大決戰！黃金果實爭奪杯！ § 本作限定登場假面騎士/形態 | 更多 ： 劇場版 假面騎士鎧武 足球大決戰！黃金果實爭奪杯！ § 本作限定登場假面騎士/形態 |
| Durian Arms 榴槤鎧甲            | 更多 ： 劇場版 假面騎士鎧武 足球大決戰！黃金果實爭奪杯！ § 本作限定登場假面騎士/形態 | 更多 ： 劇場版 假面騎士鎧武 足球大決戰！黃金果實爭奪杯！ § 本作限定登場假面騎士/形態            | 更多 ： 劇場版 假面騎士鎧武 足球大決戰！黃金果實爭奪杯！ § 本作限定登場假面騎士/形態                                                                                                 | 更多 ： 劇場版 假面騎士鎧武 足球大決戰！黃金果實爭奪杯！ § 本作限定登場假面騎士/形態 | 更多 ： 劇場版 假面騎士鎧武 足球大決戰！黃金果實爭奪杯！ § 本作限定登場假面騎士/形態 |
| Drive Arms Drive鎧甲            | 更多 ： 假面騎士×假面騎士 Drive & 鎧武 MOVIE大戰 Full Throttle § 本作限定登場假面騎士/形態 | 更多 ： 假面騎士×假面騎士 Drive & 鎧武 MOVIE大戰 Full Throttle § 本作限定登場假面騎士/形態      | 更多 ： 假面騎士×假面騎士 Drive & 鎧武 MOVIE大戰 Full Throttle § 本作限定登場假面騎士/形態                                                                                           | 更多 ： 假面騎士×假面騎士 Drive & 鎧武 MOVIE大戰 Full Throttle § 本作限定登場假面騎士/形態 | 更多 ： 假面騎士×假面騎士 Drive & 鎧武 MOVIE大戰 Full Throttle § 本作限定登場假面騎士/形態 |
| Fresh Orange Arms 新鮮柳橙鎧甲  | 原文： 利用「Fresh Orange」定鎖種子變身的形態 身高：203cm 体重：105kg 拳击力：12.6t 踢击力：16.6t 跳跃力：31m 行动速度：100m/5.5秒                                                                         | 外觀與Orange Arms相同，全身以橙金色和藍色為主                                                   | 於月刊雜誌《てれびくん》特別篇DVD中登場 強化近戰的形態，配合兩柄大橙丸 | 无赖新鲜踢 推下战极驱动器刀状推杆装置“Cutting Blade”一次后使出，威力比无赖飞踢更强。 | |

#### 專屬武裝
- 無雙軍刀

原文： / Musou Saber
有關另見：輔助工具
- 大橙丸

原文： / Daidaimaru
Orange Arms形態專用斬刀。劍柄可與無雙軍刀連接。Kiwami Arms形態時同樣可召喚使用。
- 鳳梨星錘

原文： / Pine Iron
Pine Arms形態專用流星锤型武器。手柄可與無雙軍刀連接。Kiwami Arms形態時同樣可召喚使用。
- 草莓苦無

原文： / Ichigo Kunai
Ichigo Arms形態專用苦無型武器。Kiwami Arms形態時同樣可召喚使用。
- 西瓜雙刃刀

原文： / Suika Soujintou
Suika Arms「重甲模式」專用巨型雙頭薙刀。
- 巴勒長槍

原文： / Bana Spear
Banana Arms專用伸縮型長槍。Kiwami Arms形態時同樣可召喚使用。
- 芒果制裁者

原文： / Mango Punisher
原屬Mango Arms形態專用錘頭棒。Kiwami Arms形態時同樣可召喚使用。
- 葡萄龍砲

原文： / Budou Ryuuhou
原屬Budou Arms形態專用六管格林機關式佩槍。Kiwami Arms形態時同樣可召喚使用。
- 奇異果撃輪

原文： / Kiwi Gekirin
原屬Kiwi Arms形態專用雙環刃狀武器。Kiwami Arms形態時同樣可召喚使用。
- 蜜瓜防盾者

原文： / Melon Defender
原屬Melon Arms形態專用護盾。Kiwami Arms形態時同樣可召喚使用。
- 鰍鎚

原文： / Donkachi
Donguri Arms形態專用小鎚型武器。Kiwami Arms形態時同樣可召喚使用。
- 影松

原文： / Kagematsu
原屬Matsubokkuri Arms及Matsubokkuri Energy Arms形態專用長槍。Kiwami Arms形態時同樣可召喚使用。
- 刺鋸劍

原文： / Duri Noko
Durian Arms形態專用雙持長劍。Kiwami Arms形態時同樣可召喚使用。
- 胡桃爆破者

原文： / Kurumi Bomber
原屬Kurumi Arms形態專用拳套。Kiwami Arms形態時同樣可召喚使用。
- 音速弩弓

原文：ソニックアロー / Sonic Arrow
有關另見：輔助裝備
- 勝鬨旗

原文： / Kachidoki Bata
Kachidoki Arms形態裝備於兩肩的旗幟。
- 火繩大橙DJ槍

原文： / Hinawadaidai DJ Ju
Kachidoki Arms形態專用火繩槍外型佩槍。分為射擊用的「槍模式」及與無雙軍刀裝合後作近戰使用的「劍模式」。Kiwami Arms形態時同樣可召喚使用。
「槍模式」板機對上裝置「DJ Pitch」用作調節發射的火力或速度，發射狀態調節分作火力最猛但速度最慢的「大炮攻擊」；火力及速度中等的「火繩槍攻擊」和火力最弱但速度達至連射的「機槍攻擊」。正中輪盤裝置「DJ Table」用作起動發射狀態及裝填彈藥使用，打算轉換發射狀態前先推動「DJ Table」兩次裝填彈藥，發出待機音效時以「DJ Pitch」調較發射火力後再推動「DJ Table」兩次才能起動狀態。槍口底部凹槽「Drive Bay」裝上定鎖種子後用作發動必殺技，扣鎖後發出「Lock On！▲▲ Charge！」（「▲▲」代表使用的定鎖種子）。
「劍模式」時「Drive Bay」扣上定鎖種子後發動必殺技的音效則是「Lock On！Ichi‧Juu‧Hyaku‧Sen‧Man‧Oku‧Chou‧Muryoudaisuu（一‧十‧百‧千‧万‧億‧兆‧無量大数）！Kachidoki Charge！」。Kiwami Arms的必殺技的音效則是「Lock On！Ichi‧Juu‧Hyaku‧Sen‧Man‧Oku‧Chou‧Fruit Basket！」（！▲▲ Charge！」。

### 假面騎士巴隆
變身者：驅紋戒斗（替身演員：永德、CV：小林豊）
原文： / Kamen Rider Baron
初次登場話數：3
鎧甲原型：西方（歐洲）騎士
型號系列：初期型 / 次世代型
名字由來：Beat Riders團隊「巴隆隊」，「Baron」意為巴隆。

#### 變身模式（初期型）
| 型態名稱             | 簡介 | 外觀                                                                             | 能力 | 必殺技 |
| Banana Arms 香蕉鎧甲 | 原文： 劇中的主要形態，利用「Banana」定鎖種子變身的形態 身高：208cm 體重：114kg 拳擊力：8.8t 踢擊力：12.4t 跳躍力：24m 行動速度：100m/6.1秒 | 全身以黃色、銀色和紅色為主                                                       | 以巴勒長槍突擊的戰法，具備重甲與力量著稱的形態                                                                     | 長槍之勝利 原文： / Spear Victory 推下戰極驅動器刀狀推桿裝置「Cutting Blade」一次後使出。巴勒長槍最大力量集中一點進行突刺一擊。 當推桿兩次時，巴勒長槍力量化成巨大香蕉形相再向目標迎頭砍下。 當推桿三次時，把巴勒長槍力量貫注於地面後，再向目標腳踏範圍湧出大量光束以作突擊。 騎士團終結 原文： / Cavalier End 所屬的騎士踢。推下戰極驅動器刀狀推桿裝置「Cutting Blade」一次後使出。 |
| Mango Arms 芒果鎧甲  | 原文： 利用「Mango」定鎖種子變身的形態 身高：208cm 體重：114kg 拳擊力：10.0t 踢擊力：12.4t 跳躍力：22m 行動速度：100m/6.5秒                 | 全身以橙黃色和紅色為主                                                           | 以力量為主的形態，配合錘頭棒型武器芒果制裁者                                                                       | 懲戒搗碎 原文： / Punish Mash 推下戰極驅動器刀狀推桿裝置「Cutting Blade」一次後使出。芒果制裁者釋出最大力量向目標作出捶擊。 當推桿兩次時，向目標投擲出芒果制裁者並以強大的爆擊力叩至粉碎敵人。 當推桿三次時，芒果制裁者向捶放出強大的衝擊波。 |
| Suika Arms 西瓜鎧甲  | 原文： 利用「Suika」定鎖種子變身的形態 〈重甲模式〉 身高：311cm 體重：523kg 拳擊力：33.2t 踢擊力：51.8t 跳躍力：3m 行動速度：100m/9.8秒     | 全身以綠色、黑色和紅色為主                                                       | 體積比本體巨大兩倍的動力服形態                                                                                     | |
| OOO Arms OOO鎧甲     | 更多 ： 假面騎士×假面騎士 鎧武 & Wizard 天下決勝之戰國MOVIE大合戰 § 假面騎士巴隆                                                            | 更多 ： 假面騎士×假面騎士 鎧武 & Wizard 天下決勝之戰國MOVIE大合戰 § 假面騎士巴隆 | 更多 ： 假面騎士×假面騎士 鎧武 & Wizard 天下決勝之戰國MOVIE大合戰 § 假面騎士巴隆                                   | 更多 ： 假面騎士×假面騎士 鎧武 & Wizard 天下決勝之戰國MOVIE大合戰 § 假面騎士巴隆 |
| Ringo Arms 蘋果鎧甲  | 更多 ： 鎧武外傳 § 假面騎士巴隆 | 更多 ： 鎧武外傳 § 假面騎士巴隆                                                  | 更多 ： 鎧武外傳 § 假面騎士巴隆                                                                                    | 更多 ： 鎧武外傳 § 假面騎士巴隆 |
| Ichigo Arms 草莓铠甲 | 原文： 利用「Ichigo」定鎖種子變身的形態 | 全身以红色为主                                                                   | 於月刊雜誌《てれびくん》特別篇DVD中短暂登场 良好的运动能力为主的形态，配合苦无型武器草莓苦无作近战及远距离投掷攻击 | |
| Melon Arms 蜜瓜铠甲  | 原文： 利用「Melon」定鎖種子變身的形態 | 全身以绿色和红色為主                                                             | 於月刊雜誌《てれびくん》特別篇DVD中短暂登場 主要以速度见称，同时使用蜜瓜防盾者以作攻守必备的形态                   | |
| Kiwi Arms 奇异果鎧甲 | 原文： 利用「Kiwi」定鎖種子變身的形態 | 全身以棕色和红色為主                                                             | 於月刊雜誌《てれびくん》特別篇DVD中登場 配合奇异果击轮作近身战的武术形态                                           | |

#### 變身模式（次世代型）
| 型態名稱                       | 簡介 | 外觀                       | 能力                                                                     | 必殺技 | 必殺技 / 特殊技（非官方命名） |
| Lemon Energy Arms 檸檬能量鎧甲 | 原文： 利用「Lemon」能量定鎖種子變身的形態 身高：208cm 體重：111kg 拳擊力：15.1t 踢擊力：18.3t 跳躍力：25m 行動速度：100m/5.9秒 | 全身以黃色、銀色和紅色為主 | 綜合力量（以初期型比較）有所提升，配合弩弓武器音速弩弓作近戰及遠距離攻擊 | 音速箭擊 原文： / Sonic Volley 音速弩弓裝上「Lemon」能量定鎖種子使出。鎖定主要目標向其送上致命的矢擊。 騎士團終結 原文： / Cavalier End 所屬的騎士踢。推下創世紀驅動器手環裝置「Shiboru Compressor」兩次後使出。 | 弧線斬 推下創世紀驅動器手環裝置「Shiboru Compressor」一次後使出。以音速弩弓釋出力量再作斬擊。 香蕉捕網 音速弩弓「Energy Drive Bay」位置裝上「Banana」定鎖種子後發動，放出集束的香蕉形相能量網拘束敵人。 |

#### 專屬武裝
- 巴勒長槍

原文： / Bana Spear
Banana Arms形態專用伸縮型長槍。
- 芒果制裁者

原文： / Mango Punisher
Mango Arms形態專用錘頭棒。
- 西瓜雙刃刀

原文： / Suika Soujintou
Suika Arms「重甲模式」形態專用巨型雙頭薙刀，因應使用者的關係而化作巨型長槍形狀。
- 草莓苦無

原文： / Ichigo Kunai
Ichigo Arms形態專用苦無型武器。
- 蜜瓜防盾者

原文： / Melon Defender
Melon Arms形態專用護盾。
- 奇異果撃輪

原文： / Kiwi Gekirin
Kiwi Arms形態專用雙環刃狀武器。
- 音速弩弓

原文：ソニックアロー / Sonic Arrow
有關另見：輔助工具
- 蘋果沉思者

原文： / Apple Reflector
Ringo Arms形態專用護盾武裝。
- 引劍者

原文： / Sword Bringer
Ringo Arms形態專用長劍武裝。

### 假面騎士龍玄
變身者：吳島光實（替身演員：佐藤太輔、CV：高杉真宙）
原文： / Kamen Rider Ryugen
初次登場話數：4
鎧甲原型：中國武將
型號系列：初期型
名字由來：由DJ相樂命名，意為攻勢猶如龍的呼息。

#### 變身模式
| 型態名稱                               | 簡介 | 外觀                                                                             | 能力 | 必殺技 |
| Budou Arms 葡萄鎧甲                    | 原文： 劇中的主要形態，利用「Budou」定鎖種子變身的形態 身高：206cm 體重：96kg 拳擊力：6.0t 踢擊力：11.8t 跳躍力：30m 行動速度：100m/5.4秒 | 全身以紫色和綠色為主                                                             | 以配合佩槍葡萄龍砲作中遠距離射擊的戰鬥形態                                                                   | 神龍射撃 原文： / Dragon Shot 推下戰極驅動器刀狀推桿裝置「Cutting Blade」一次後使出。葡萄龍砲連環發射出具破壞性的光球；推下「Cutting Blade」三次則會蓄力發射出更強大的光球。 龍玄脚 原文： / Ryuugen Kick 所屬的的騎士踢。推下戰極驅動器刀狀推桿裝置「Cutting Blade」一次後使出。 |
| Kiwi Arms 奇異果鎧甲                   | 原文： 利用「Kiwi」定鎖種子變身的形態 身高：206cm 體重：100kg 拳擊力：8.4t 踢擊力：11.8t 跳躍力：28m 行動速度：100m/5.7秒                 | 全身以棕色和綠色為主                                                             | 配合奇異果撃輪作近身戰的武術形態                                                                             | 迴旋圈環 原文： / Spinning Hoop 推下戰極驅動器刀狀推桿裝置「Cutting Blade」兩次後使出。奇異果撃輪釋出光束刀刃後向目標作致命斬擊。 |
| W Arms W鎧甲                           | 更多 ： 假面騎士×假面騎士 鎧武 & Wizard 天下決勝之戰國MOVIE大合戰 § 假面騎士龍玄                                                          | 更多 ： 假面騎士×假面騎士 鎧武 & Wizard 天下決勝之戰國MOVIE大合戰 § 假面騎士龍玄 | 更多 ： 假面騎士×假面騎士 鎧武 & Wizard 天下決勝之戰國MOVIE大合戰 § 假面騎士龍玄                             | 更多 ： 假面騎士×假面騎士 鎧武 & Wizard 天下決勝之戰國MOVIE大合戰 § 假面騎士龍玄 |
| Melon Arms 蜜瓜鎧甲                    | 原文： 利用「Melon」定鎖種子變身的形態 | 全身以绿色為主                                                                   | 於月刊雜誌《てれびくん》特別篇DVD中短暂登場 主要以速度见称，同时使用蜜瓜防盾者以作攻守必备的形态             | |
| Banana Arms 香蕉鎧甲                   | 原文： 利用「Banana」定鎖種子變身的形態                                                                                                   | 全身以黄色、银色和绿色為主                                                       | 於月刊雜誌《てれびくん》特別篇DVD中短暂登場 以长枪巴勒长枪突击的战法，具备重甲与力量著称的形态               | |
| Pine Arms 凤梨鎧甲                     | 原文： 利用「Pine」定鎖種子變身的形態 | 全身以黄色和绿色為主                                                             | 於月刊雜誌《てれびくん》特別篇DVD中登場 力量为主的形态，配合流星锤型武器凤梨星锤作中距离攻击                 | |
| Jimber Dragon Fruits Arms 陣羽龍果鎧甲 | 原文： 利用「Budou」定鎖種子為基礎，再利用「Genesis Core」搭配「Dragon Fruits」能量定鎖種子變身的形態                                     |                                                                                  | 於小説《小説 假面騎士鎧武》中登場 利用能量定鎖種子力量作出強化的形態，配合弩弓武器音速弩弓作近戰及遠距離攻擊 | |

#### 專屬武裝
- 葡萄龍砲

原文： / Budou Ryuuhou
Budou Arms形態專用六管格林機關式佩槍。一秒最大可發射約100發子彈。
- 奇異果撃輪

原文： / Kiwi Gekirin
Kiwi Arms形態專用雙環刃狀武器。
- 蜜瓜防盾者

原文： / Melon Defender
Melon Arms形態專用護盾。
- 巴勒長槍

原文： / Bana Spear
Banana Arms形態專用伸縮型長槍。
- 鳳梨星錘

原文： / Pine Iron
Pine Arms形態專用流星锤型武器。

### 假面騎士斬月
變身者：吳島貴虎（替身演員：渡邊淳、CV：久保田悠來）
原文： / Kamen Rider Zangetsu
初次登場話數：2
鎧甲原型：日本武士
型號系列：初期型
名字由來：不詳

#### 變身模式
| 型態名稱                       | 簡介 | 外觀                                                                             | 能力 | 必殺技 |
| Melon Arms 蜜瓜鎧甲            | 原文： 劇中的主要形態，利用「Melon」定鎖種子變身的形態 身高：206cm 體重：109kg 拳擊力：10.2t 踢擊力：13.0t 跳躍力：24m 行動速度：100m/6.1秒 | 全身以綠色和白色為主                                                             | 主要以速度見稱，同時使用無雙軍刀及蜜瓜防盾者以作攻守必備的形態 | 蜜瓜疾風 原文： / Melon Blast 推下戰極驅動器刀狀推桿裝置「Cutting Blade」一次後使出。以無雙軍刀「劍模式」釋出最大力量的斬擊。 無刃飛踢 原文： / Mujin Kick 所屬的騎士踢。 |
| Fourze Arms Fourze鎧甲         | 更多 ： 假面騎士×假面騎士 鎧武 & Wizard 天下決勝之戰國MOVIE大合戰 § 假面騎士斬月                                                            | 更多 ： 假面騎士×假面騎士 鎧武 & Wizard 天下決勝之戰國MOVIE大合戰 § 假面騎士斬月 | 更多 ： 假面騎士×假面騎士 鎧武 & Wizard 天下決勝之戰國MOVIE大合戰 § 假面騎士斬月                                                                                       | 更多 ： 假面騎士×假面騎士 鎧武 & Wizard 天下決勝之戰國MOVIE大合戰 § 假面騎士斬月                                                                                          |
| Watermelon Arms 西瓜鎧甲       | 更多 ： 鎧武外傳 § 假面騎士斬月 | 更多 ： 鎧武外傳 § 假面騎士斬月                                                  | 更多 ： 鎧武外傳 § 假面騎士斬月 | 更多 ： 鎧武外傳 § 假面騎士斬月 |
| Ichigo Arms 草莓鎧甲           | 原文： 利用「Ichigo」定鎖種子變身的形態 | 全身以红色和白色為主                                                             | 於月刊雜誌《てれびくん》特別篇DVD中短暂登場 良好的运动能力为主的形态，配合苦无型武器草莓苦无作近战及远距离投掷攻击                                                     | |
| Budou Arms 葡萄鎧甲            | 原文： 利用「Budou」定鎖種子變身的形態 | 全身以紫色和白色為主                                                             | 於月刊雜誌《てれびくん》特別篇DVD中短暂登場 以配合佩枪葡萄龙炮作中远距离射击的战斗形态                                                                                 | |
| Mango Arms 芒果鎧甲            | 原文： 利用「Mango」定鎖種子變身的形態 | 全身以橙黄色和白色為主                                                           | 於月刊雜誌《てれびくん》特別篇DVD中登場 以力量为主的形态，配合锤头棒型武器芒果制裁者                                                                                   | |
| Suika Arms 西瓜鎧甲            | 原文： 利用「Suika」定鎖種子變身的形態 |                                                                                  | 於小説《小説 假面騎士鎧武》中登場 體積比本體巨大兩倍的動力服形態，可變化成「旋翼模式」作空中飛行以密集式槍擊敵人                                                       | |
| Jimber Melon Arms 陣羽蜜瓜鎧甲 | 原文： 利用「Melon」定鎖種子為基礎，再利用「Genesis Core」搭配「Melon」能量定鎖種子變身的形態                                               |                                                                                  | 於小説《小説 假面騎士鎧武》中登場 利用能量定鎖種子力量作出強化的形態，配合弩弓武器音速弩弓及護盾蜜瓜防盾者作近戰及遠距離攻擊，並具備常時在身邊設置電磁屏障來防禦的能力 | |
| Kachidoki Arms 勝鬨鎧甲        | 原文： 利用「Shin（Sin）·Kachidoki」定鎖種子變身的形態                                                                                      | 全身以綠色、金色和白色為主                                                       | 於舞台劇《『假面騎士斬月』 -鎧武外傳-》中登場，綜合力量提升及全身重甲的防禦性達到極致的形態，兩肩裝備的勝鬨旗可當作杖棒武器以應付複數敵人                              | |

#### 專屬武裝
- 無雙軍刀

原文： / Musou Saber
有關另見：輔助工具
- 蜜瓜防盾者

原文： / Melon Defender
Melon Arms形態專用護盾。
- 草莓苦無

原文： / Ichigo Kunai
Ichigo Arms形態專用苦無型武器。
- 葡萄龍砲

原文： / Budou Ryuuhou
Budou Arms形態專用六管格林機關式佩槍。
- 芒果制裁者

原文： / Mango Punisher
Mango Arms形態專用錘頭棒。
- 西瓜格林機關砲

原文： / Watermelon Gatling
Watermelon Arms形態專用護盾與格林機關砲結合的武裝。
- 火繩甜瓜DJ槍

原文： / HinawaTenka DJ Ju
Kachidoki Arms形態專用火繩槍外型佩槍，為火繩大橙DJ槍的異色版本。

### 假面騎士古列頓
變身者：城乃内秀保、吴岛贵虎（替身演員：岡田和也、CV：松田凌、久保田悠来）
原文： / Kamen Rider Gridon
初次登場話數：5
鎧甲原型：西方（波蘭）步兵
型號系列：初期型
名字由來：由初瀨亮二命名，從橡果的日語拼音「Donguri」重組而成。

#### 變身模式
| 型態名稱              | 簡介 | 外觀                             | 能力                                                                         | 必殺技 | 必殺技 / 特殊技（非官方命名） |
| Donguri Arms 橡果鎧甲 | 原文： 劇中的主要形態，利用「Donguri」定鎖種子變身的形態 身高：203cm 體重：110kg 拳擊力：8.9t 踢擊力：9.2t 跳躍力：22m 行動速度：100m/6.5秒 | 全身以銀色和棕色為主             | 配合小鎚型武器鰍鎚，擁有良好跳躍能力的近戰形態                               | 鰍鎚大迴轉 原文： / Donkachi Daikaiten 推下戰極驅動器刀狀推桿裝置「Cutting Blade」一次後使出。自身發動陀螺式迴旋，以鰍鎚向敵方叩下強力一擊。 古列頓衝擊 原文： / Gridon Impact 推下戰極驅動器刀狀推桿裝置「Cutting Blade」兩次後使出。從天而降以鰍鎚向目標叩擊。 | 古列頓能量球 推下戰極驅動器刀狀推桿裝置「Cutting Blade」三次後使出。擺動鰍鎚後向目標放射出衝撃波。 橡果頭撞 推下戰極驅動器刀狀推桿裝置「Cutting Blade」三次後使出。鎧甲還原成橡果形狀並集中包圍頭頸部位，再向目標作頭撞攻擊。 |
| Suika Arms 西瓜鎧甲   | 原文： 利用「Suika」定鎖種子變身的形態 | 全身以綠色、紅色和黑色為主       | 體積比本體巨大兩倍的動力服形態，可變化成如球體般的「大玉模式」作滾動衝撞攻擊 | | |
| Lychee Arms 荔枝鎧甲  | 原文： 铠武外传中的强化形態，利用「Lychee」定鎖種子變身的形態                                                                               | 全身以白色、褐色、棕色和紅色為主 | 配合武器大剑与小锤型武器鰍鎚，擁有良好跳躍能力的近戰形態                     | | |

#### 專屬武裝
- 鰍鎚

原文： / Donkachi
Donguri Arms形態專用小鎚型武器。

### 假面騎士黑影
變身者：初瀨亮二（替身演員：渡邊淳 / 今井靖彥、CV：白又敦）
原文： / Kamen Rider Kurokage
初次登場話數：5
鎧甲原型：日本足輕
型號系列：初期型
名字由來：由初瀨亮二命名，取名原意不詳。

#### 變身模式
| 型態名稱                   | 簡介 | 外觀                 | 能力                               | 必殺技 | 必殺技（非官方命名）                                                                                     |
| Matsubokkuri Arms 松果鎧甲 | 原文： 劇中的主要形態，利用「Matsubokkuri」定鎖種子變身的形態 身高：203cm 體重：102kg 拳擊力：6.0t 踢擊力：10.2t 跳躍力：26m 行動速度：100m/6.0秒 | 全身以銀色和黑色為主 | 配合長槍型武器影松，擅長中距離突擊 | 影縫突刺 原文： / Kagenui Tsuki 推下戰極驅動器刀狀推桿裝置「Cutting Blade」一次後使出。跳躍半空再向下方的目標使用長槍影松進行突刺攻擊。 | 旋繞突刺 推下戰極驅動器刀狀推桿裝置「Cutting Blade」三次後使出。自身如陀螺迴旋並以長槍影松為中心作刺擊。 |

### 假面騎士布拉弗
變身者：凰蓮・皮埃爾・阿方索（替身演員：渡邊淳 / 今井靖彦、CV：吉田メタル）
原文： / Kamen Rider Bravo
初次登場話數：6
鎧甲原型：西方（羅馬）士兵
型號系列：初期型
名字由來：由DJ相樂命名，來自英語「Bravo」，意為狂歡。

#### 變身模式
| 型態名稱                       | 簡介 | 外觀                         | 能力                                                                                 | 必殺技 |
| Durian Arms 榴槤鎧甲           | 原文： 劇中的主要形態，利用「Durian」定鎖種子變身的形態 身高：203cm 體重：125kg 拳擊力：12.4t 踢擊力：16.7t 跳躍力：27m 行動速度：100m/5.9秒          | 全身以紫色、銀色和深綠色為主 | 配合雙長劍刺鋸劍，重甲全身帶有尖刺，任何部位極具殺傷力的形態                         | 榴槤威脅 原文： / Durian Danger 推下戰極驅動器刀狀推桿裝置「Cutting Blade」一次後使出。頭頂的冠狀能量振盪器釋出刀刃狀光束後向目標作掃蕩斬擊。 尖刺碎切 / Duri Haché 推下戰極驅動器刀狀推桿裝置「Cutting Blade」兩次後使出。向目標一次性或連續性放射出榴槤狀能量球。 |
| Jimber Melon Arms 陣羽蜜瓜鎧甲 | 原文： 利用「Durian」定鎖種子為基礎，再利用「Genesis Core」搭配「Melon」能量定鎖種子變身的形態                                                        |                              |                                                                                      | |
| King Durian Arms 榴槤王鎧甲    | 原文： 铠武外传的强化形態，利用「King Durian」定鎖種子變身的形態 身高：203cm 體重：125kg 拳擊力：12.4t 踢擊力：16.7t 跳躍力：27m 行動速度：100m/5.9秒 | 全身以黑色、红色和黄綠色為主 | 配合雙長劍刺鋸劍，重甲全身帶有黑色尖刺且背后带有深红色披风，任何部位極具殺傷力的形態 | |

#### 專屬武裝
- 刺鋸劍

原文： / Duri Noko
Durian Arms形態專用雙持長劍。

### 黑影衛兵
變身者：世界樹財團保安員 / 城乃内秀保 / Neo巴隆成員（CV：穴井勇輝 / 松田凌）
原文： / Kurokage Trooper
初次登場話數：12
型號系列：初期型

#### 變身模式
| 型態名稱                   | 簡介 | 外觀                 | 能力 |
| Matsubokkuri Arms 松果鎧甲 | 原文： 劇中的主要形態，利用「Matsubokkuri」定鎖種子變身的形態 身高：203cm 體重：102kg 拳擊力：6.0t 踢擊力：10.2t 跳躍力：26m 行動速度：100m/6.0秒 | 全身以銀色和黑色為主 | 利用量產型戰極驅動器變身而成。能力與模式上基本和假面騎士黑影本尊一樣，但以集團式戰鬥作為優勢。配合長槍型武器影松，擅長中距離突擊。 |

#### 專屬武裝
- 影松

原文： / Kagematsu
Matsubokkuri Arms形態專用長槍。

### 假面騎士斬月．真
變身者：吳島貴虎 / 吳島光實（替身演員：渡邊淳、CV：久保田悠來 / 高杉真宙）
原文： / Kamen Rider Zangetsu．Shin
初次登場話數：12
鎧甲原型：日本武士及弓道裝備
型號系列：次世代型
名字由來：假面騎士斬月的演變

#### 變身模式
| 型態名稱                       | 簡介 | 外觀                         | 能力                                                                           | 必殺技 | 必殺技（非官方命名） |
| Melon Energy Arms 蜜瓜能量鎧甲 | 原文： 劇中的主要形態，利用「Melon」能量定鎖種子變身的形態 身高：206cm 體重：109kg 拳擊力：14.3t 踢擊力：18.2t 跳躍力：24m 行動速度：100m/6.1秒 | 全身以白色、橙色、和綠色為主 | 綜合力量比Melon Arms形態更為提高的型態，配合弩弓武器音速弩弓作近戰及遠距離攻擊 | 無刃飛踢 原文： / Mujin Kick 所屬的騎士踢。推下創世紀驅動器手環裝置「Shiboru Compressor」一次後使出。 音速箭擊 原文： / Sonic Volley 音速弩弓裝上「Melon」能量定鎖種子使出。鎖定主要目標向其送上致命的矢擊。 | 音速斬 音速弩弓裝上「Melon」能量定鎖種子使出。鎖定主要目標向其送上致命的斬擊。 弧線斬 推下創世紀驅動器手環裝置「Shiboru Compressor」一次後使出。以音速弩弓釋出力量再作斬擊。 |

#### 專屬武裝
- 音速弩弓

原文：ソニックアロー / Sonic Arrow
有關另見：輔助工具

### 假面騎士齊格德
變身者：薛度（替身演員：金子起也、CV：波岡一喜）
原文： / Kamen Rider Sigurd
初次登場話數：14
鎧甲原型：西方（北歐維京）士兵及弓道裝備
型號系列：次世代型
名字由來：源自北歐神話中同名的英雄人物齊格菲。

#### 變身模式
| 型態名稱                        | 簡介 | 外觀                 | 能力                                                         | 必殺技                                                                                                  | 特殊技（非官方命名）                                                                   |
| Cherry Energy Arms 櫻桃能量鎧甲 | 原文： 劇中的主要形態，利用「Cherry」能量定鎖種子變身的形態 身高：203cm 體重：105kg 拳擊力：14.0t 踢擊力：18.9t 跳躍力：24m 行動速度：100m/6.1秒 | 全身以紅色和綠色為主 | 以重甲強度為主的型態，配合弩弓武器音速弩弓作近戰及遠距離攻擊 | 音速箭擊 原文： / Sonic Volley 音速弩弓裝上「Cherry」能量定鎖種子使出。鎖定主要目標向其送上致命的矢擊。 | 西瓜自動機器人 音速弩弓裝上「Sid」定鎖種子使出。以矢擊啟動Suika Arms自動無人駕駛狀態。 |

#### 專屬武裝
- 音速弩弓

原文：ソニックアロー / Sonic Arrow
有關另見：輔助工具

### 假面騎士瑪莉卡
變身者：湊耀子（替身演員：佃井皆美 / 藤田慧、CV：佃井皆美  ）
原文： / Kamen Rider Marika
初次登場話數：14
鎧甲原型：中國風弓道裝備
型號系列：次世代型
名字由來：「Marika」為阿拉伯語「Malika」日式拼音，意譯女王。

#### 變身模式
| 型態名稱                       | 簡介 | 外觀             | 能力                                                       | 必殺技                                                                                        | 必殺技（非官方命名）                                                                          |
| Peach Energy Arms 蜜桃能量鎧甲 | 原文： 劇中的主要形態，利用「Peach」能量定鎖種子變身的形態 身高：198cm 體重：93kg 拳擊力：12.1t 踢擊力：16.0t 跳躍力：27m 行動速度：100m/5.5秒 | 全身以粉紅色為主 | 以運動性為主的型態，配合弩弓武器音速弩弓作近戰及遠距離攻擊 | 音速箭擊 原文： / Sonic Volley 音速弩弓裝上能量定鎖種子使出。鎖定主要目標向其送上致命的矢擊。 | 弧線斬 推下創世紀驅動器手環裝置「Shiboru Compressor」一次後使出。以音速弩弓釋出力量再作斬擊。 |

#### 專屬武裝
- 音速弩弓

原文：ソニックアロー / Sonic Arrow
有關另見：輔助工具

### 假面騎士杜古
變身者：戰極凌馬（替身演員：富永研司、CV：青木玄德）
原文： / Kamen Rider Duke
初次登場話數：14
鎧甲原型：西方（英國）騎士及弓道裝備
型號系列：初期型 / 次世代型
名字由來：「Duke」意為公爵。

#### 變身模式（次世代型）
| 型態名稱                        | 簡介 | 外觀                                                                                       | 能力 | 必殺技                                                                                                 | 必殺技 / 特殊技（非官方命名） |
| Lemon Energy Arms 檸檬能量鎧甲  | 原文： 劇中的主要形態，利用「Lemon」能量定鎖種子變身的形態 身高：206cm 體重：119kg 拳擊力：15.7t 踢擊力：19.5t 跳躍力：22m 行動速度：100m/6.4秒 | 全身以黃色和淺藍色為主                                                                     | 以力量為主的型態，配合弩弓武器音速弩弓作近戰及遠距離攻擊 因經過開發者自身特別改良，戰鬥性能方面相比起其他次世代型更為優越，更兼具影像投射或光學屏障隱身功能，以及錄影戰鬥數據作即時情報分析 | 音速箭擊 原文： / Sonic Volley 音速弩弓裝上「Lemon」能量定鎖種子使出。鎖定主要目標向其送上致命的矢擊。 | 弧線斬 推下創世紀驅動器手環裝置「Shiboru Compressor」一次後使出。以音速弩弓釋出力量再作斬擊。 公爵分身 推下創世紀驅動器手環裝置「Shiboru Compressor」一次後使出。以額頭部位的晶石投射出立體影像的分身擾亂敵人。 |
| Dragon Energy Arms 龍果能量鎧甲 | 更多 ： 假面騎士×假面騎士 Drive & 鎧武 MOVIE大戰 Full Throttle § 本作限定登場假面騎士/形態                                                      | 更多 ： 假面騎士×假面騎士 Drive & 鎧武 MOVIE大戰 Full Throttle § 本作限定登場假面騎士/形態 | 更多 ： 假面騎士×假面騎士 Drive & 鎧武 MOVIE大戰 Full Throttle § 本作限定登場假面騎士/形態                                                                                                  | 更多 ： 假面騎士×假面騎士 Drive & 鎧武 MOVIE大戰 Full Throttle § 本作限定登場假面騎士/形態             | 更多 ： 假面騎士×假面騎士 Drive & 鎧武 MOVIE大戰 Full Throttle § 本作限定登場假面騎士/形態 |

#### 變身模式（初期型）
| 型態名稱            | 簡介                                                                   | 外觀                                                                   | 能力                                                                   |
| Lemon Arms 檸檬鎧甲 | 更多 ： 鎧武外傳 假面騎士杜古/假面騎士納高爾 § 本作登場假面騎士/形態_2 | 更多 ： 鎧武外傳 假面騎士杜古/假面騎士納高爾 § 本作登場假面騎士/形態_2 | 更多 ： 鎧武外傳 假面騎士杜古/假面騎士納高爾 § 本作登場假面騎士/形態_2 |

#### 專屬武裝
- 音速弩弓

原文：ソニックアロー / Sonic Arrow
有關另見：輔助工具

### 假面騎士納高爾
變身者：Zack（替身演員：佐藤太輔、CV：松田岳）
原文： / Kamen Rider Knuckle
初次登場話數：18
鎧甲原型：拳击手
型號系列：初期型
名字由來：由Zack命名，取名自指關節的英文「Knuckle」。

#### 變身模式
| 型態名稱                        | 簡介 | 外觀                                                                   | 能力                                                                       | 必殺技（非官方命名） |
| Kurumi Arms 胡桃鎧甲            | 原文： 劇中的主要形態，利用「Kurumi」定鎖種子變身的形態 身高：204cm 體重：107kg 拳擊力：8.1t 踢擊力：9.0t 跳躍力：26m 行動速度：100m/5.9秒 | 全身以深黃色和黑色為主                                                 | 配合拳套胡桃爆破者，以拳擊作為格鬥技的近戰型態                             | 納高爾飛踢 所屬的騎士踢。推下戰極驅動器刀狀推桿裝置「Cutting Blade」一次後使出。 納高爾重捶 推下戰極驅動器刀狀推桿裝置「Cutting Blade」兩次後使出。集中最大力量打出必殺一拳。 納高爾轟炸 推下戰極驅動器刀狀推桿裝置「Cutting Blade」三次後使出。隔空打出胡桃形相的衝擊波。 |
| Suika Arms 西瓜鎧甲             | 原文： 利用「Suika」定鎖種子變身的形態 〈重甲模式〉 身高：311cm 體重：523kg 拳擊力：33.2t 踢擊力：51.8t 跳躍力：3m 行動速度：100m/9.8秒    | 全身以綠色、紅色和黑色為主                                             | 體積比本體巨大兩倍的動力服形態和變化成如球體般的「大玉模式」作滾動衝撞攻擊 | |
| Jimber Marron Arms 陣羽栗子鎧甲 | 更多 ： 鎧武外傳 假面騎士杜古/假面騎士納高爾 § 本作登場假面騎士/形態_2                                                                     | 更多 ： 鎧武外傳 假面騎士杜古/假面騎士納高爾 § 本作登場假面騎士/形態_2 | 更多 ： 鎧武外傳 假面騎士杜古/假面騎士納高爾 § 本作登場假面騎士/形態_2     | 更多 ： 鎧武外傳 假面騎士杜古/假面騎士納高爾 § 本作登場假面騎士/形態_2 |

#### 專屬武裝
- 胡桃爆破者

原文： / Kurumi Bomber
Kurumi Arms形態專用拳套。
- 栗子爆破者

原文： / Marron Bomber
Jimber Marron Arms形態專用護盾型手甲。

### 假面騎士龍玄．黃泉
變身者：吳島光實（替身演員：佐藤太輔、CV：高杉真宙）
原文： / Kamen Rider Ryugen．Yomi
初次登場話數：42
鎧甲原型：中國武將
型號系列：初期型
名字由來：假面骑士龙玄的演变

#### 變身模式
| 型態名稱                        | 簡介 | 外觀                                                        | 能力                                                                                         | 必殺技 | 必殺技（非官方命名） |
| Yomotsuheguri Arms 黃泉戶契鎧甲 | 原文： 利用「Yomotsuheguri」定鎖種子變身的形態 身高：206cm 體重：96kg 拳擊力：17.5t 踢擊力：22.8t 跳躍力：35m 行動速度：100m/5.0秒 | 全身以綠色和深紅色為主，外型由Budou Arms及Kiwi Arms混裝而成 | 以耗用變身者的生命力作力量進化的形態，能使用葡萄龍砲、奇異果撃輪及各名霸主異域者專屬武器戰鬥 | 神龍射撃 原文： / Dragon Shot 推下戰極驅動器刀狀推桿裝置「Cutting Blade」一次後使出。葡萄龍砲連環發射出具破壞性的光球。 龍玄脚 原文： / Ryuugen Kick 所屬的的騎士踢。推下戰極驅動器刀狀推桿裝置「Cutting Blade」一次後使出。 | 黃泉戟 推下戰極驅動器刀狀推桿裝置「Cutting Blade」一次後使出。使用原屬霸主異域者之一雷迪艾的長戟駄羽，束集最大力量向目標作出突刺攻擊。 |

#### 專屬武裝
- 葡萄龍砲

原文： / Budou Ryuuhou
原屬Budou Arms形態專用六管格林機關式佩槍。
- 奇異果撃輪

原文： / Kiwi Gekirin
原屬Kiwi Arms形態專用雙環刃狀武器。
- 駄羽

原文： / Dau
原屬霸主異域者之一雷迪艾專用的長戟。
- 帝武無

原文： / Deimubu
原屬霸主異域者之一辛姆古魯專用的斧頭。

### 假面騎士邪武
變身者：光金附身的少女 / 光金（替身演員：藤田慧、CV：斧篤）
原文： / Kamen Rider Jam
初次登場話數：47（最終話）
鎧甲原型：日本武士
型號系列：初期型
名字由來：不詳

#### 變身模式
| 型態名稱               | 簡介 | 外觀                       | 能力                                                            | 必殺技 |
| Darkness Arms 黑暗鎧甲 | 原文： 利用「Kuro No Ringo」定鎖種子變身的形態 身高：209cm 體重：117kg 拳擊力：18.5t 踢擊力：19.6t 跳躍力：22m 行動速度：100m/6.2秒 | 全身以黑色、紫色和銀色為主 | 原Golden Arms所引申出來的另一類形態，配合武器無雙軍刀和黑大橙丸 | 蘋果彈 原文： 推下戰極驅動器刀狀推桿裝置「Cutting Blade」一次後使出。向目標放出多發蘋果形相的黑色能量球；推桿「Cutting Blade」兩次後向目標放出巨大蘋果形相的黑色能量球。 |

#### 專屬武裝
- 無雙軍刀

原文： / Musou Saber
有關另見：輔助工具
- 黑大橙丸

原文： / Dark Daidaimaru
Darkness Arms形態專用斬刀。外形與大橙刀相同及刀身顏色為紫色，劍柄同樣可與無雙軍刀連接。

## 定鎖種子
有關參考：用語
| 英文名稱         | 日文名稱 | 中文名稱   | 編號       | 等級 | 隸屬者                                           | 類別 | 能力 | 備註 |
| ---------------- | -------- | ---------- | ---------- | ---- | ------------------------------------------------ | --- | --- | --- |
| Orange           |          | 柳橙       | LS-07      | A    | 鎧武                                             | 鎧甲 | 基本近戰形態，附帶武器大橙丸 | 變身形態Orange Arms。 音效為「Orange Arms！Hanamichi On Stage！」（「オレンジアームズ！花道オンステージ！」） 中文意思為「柳橙鎧甲！花道登台！」 |
| Pine             |          | 鳳梨       | LS-05      | A    | 鎧武                                             | 鎧甲 | 力量型形態，附帶武器鳳梨星錘 | 變身形態Pine Arms。 音效為「Pine Arms！Funsai Destroy！」（「パインアームズ！粉砕デストロイ！」） 中文意思為「鳳梨鎧甲！粉碎殲滅！」 |
| Ichigo           |          | 草莓       | LS-06      | A    | 鎧武                                             | 鎧甲 | 敏捷性的形態，附帶武器草莓苦無 | 變身形態Ichigo Arms。 音效為「Ichigo Arms！SyuSyuu To Spark！」（「イチゴアームズ！シュシュッとスパーク！」） 中文意思為「草莓鎧甲！啾啾的花火！」 |
| Suika            |          | 西瓜       | LS-10      | A    | 鎧武                                             | 鎧甲 | 巨型動力服的形態，附帶武器西瓜雙刃刀 | 變身形態Suika Arms。 音效為「Suika Arms！Odama Big Bang！」（「スイカアームズ！大玉ビッグバン！」） 中文意思為「西瓜鎧甲！大玉！大爆炸！」 使用過後因力量大幅耗盡而鎖頭顏色會處於暗沉狀態，必須經過一定的儲蓄時間後才可再次使用 本篇第19話中假面騎士巴隆使用轉換形態。 本篇第34話中假面騎士古列頓使用轉換形態。 本篇第39話中假面騎士納高爾使用轉換形態。 |
| Kachidoki        |          | 勝鬨       | KLS-01     | -    | 鎧武                                             | 鎧甲 | 重甲具極強防禦性的形態，附帶武器火繩大橙DJ槍 | 變身形態Kachidoki Arms。 音效為「Kachidoki Arms！Izashutsujin！Ei・Ei・Oh！」（「カチドキアームズ！いざ出陣！エイ・エイ・オー！」） 中文意思為「勝鬨鎧甲！現在出征！唉・唉・噢！」 |
| Kiwami           |          | 極         | LS-∞       | -    | 鎧武                                             | 鎧甲 | 能使用全部Armored Rider專屬武器进行战斗的最強形态 | 唯一以鑰匙形式使用的定鎖種子，須與「Kachidoki」定鎖種子融合使用而變身形態Kiwami Arms。 啟動時音效為「Fruit Basket！！」（「フルーツバスケット！！」） 插入在「Kachidoki」定鎖種子的鑰匙孔後開鎖發動的音效為「Lock Open！Kiwami Arms！Dai．Dai．Dai．Dai．Dai Syougun！！」（「ロックオープン！極アームズ！大・大・大・大・大将軍！！」） 中文意思為「開鎖！極鎧甲！大・大・大・大・大將軍！」 於聯動劇場版《假面騎士×假面騎士 Drive & 鎧武 MOVIE大戰 Full Throttle》中一度被機械生命體Megahex奪走，在吳島兄弟兩人的合作下重新奪回。 |
| Fresh Orange     |          | 新鮮柳橙   | LS-07      | -    | 鎧武                                             | 鎧甲 | 基本能力比Orange Arms較優的形態，附帶武器兩柄大橙丸 | 月刊雜誌《てれびくん》特別篇DVD故事登場，變身形態Fresh Orange Arms。 音效為「Fresh Orange Arms！Hanamichi On Stage！」（「フレッシュオレンジアームズ！花道オンステージ！」） 中文意思為「新鮮柳橙鎧甲！花道登台！」 |
| Fresh Pine       |          | 新鮮凤梨   | LS-05      | -    | 鎧武                                             | 鎧甲 | 不詳 | 月刊雜誌《てれびくん》特別篇DVD故事登場。 音效為「Fresh Pine Arms！Funsai Destroy！」（「フレッシュパインアームズ！粉砕デストロイ！」） 中文意思為「新鮮鳳梨鎧甲！粉碎殲滅！」 |
| Banana           |          | 香蕉       | LS-08      | A    |                                                  | 鎧甲 | 基本近中距離戰鬥形態，附帶武器香蕉長槍 | 變身形態Banana Arms。 音效為「Banana Arms！Knight Of Spear！」（） 中文意思為「香蕉鎧甲！騎士之槍！」 本篇第13话及《劇場版 假面騎士鎧武 足球大決戰！黃金果實爭奪杯！》中假面騎士铠武使用轉換形態。 於《鎧武外傳 假面騎士納高爾》中由假面騎士黑巴隆使用變身。 |
| Banana           | -        | 香蕉       |            | A    |                                                  | 鎧甲 | 基本近中距離戰鬥形態，附帶武器香蕉長槍 | 變身形態Banana Arms。 音效為「Banana Arms！Knight Of Spear！」（） 中文意思為「香蕉鎧甲！騎士之槍！」 本篇第13话及《劇場版 假面騎士鎧武 足球大決戰！黃金果實爭奪杯！》中假面騎士铠武使用轉換形態。 於《鎧武外傳 假面騎士納高爾》中由假面騎士黑巴隆使用變身。 |
| Mango            |          | 芒果       | LS-11      | A    |                                                  | 鎧甲 | 力量型形態，附帶錘頭棒型武器芒果制裁者 | 變身形態Mango Arms。 音效為「Mango Arms！Fight Of Hammer！」（） 中文意思為「芒果鎧甲！鬥士之鎚！」 |
| Kindan No Ringo  |          | 禁斷蘋果   | LS-TABOO   | -    | 更多 ： 鎧武外傳 § 本作登场定鎖種子（Lock Seed） | 更多 ： 鎧武外傳 § 本作登场定鎖種子（Lock Seed）                                                                                                | | |
| Kindan No Ringo  | 伊登     | 禁斷蘋果   | LS-TABOO   | -    | 更多 ： 鎧武外傳 § 本作登场定鎖種子（Lock Seed） | 更多 ： 鎧武外傳 § 本作登场定鎖種子（Lock Seed）                                                                                                | | |
| Budou            |          | 葡萄       | LS-09      | A    | 龍玄                                             | 中遠距離射擊的形態，附帶武器葡萄龍砲 | 變身形態Budou Arms。 音效為「Budou Arms！Ryuu．Hou．HAA．HAA．HAA！」（「ブドウアームズ！龍・砲・ハッ・ハッ・ハッ！」） 中文意思為「葡萄鎧甲！龍．砲．嘿．嘿．嘿！」                                                                  | |
| Kiwi             |          | 奇異果     | LS-13      | A    | 龍玄                                             | 近戰為主的形態，附帶武器奇異果撃輪 | 變身形態Kiwi Arms。 音效為「Kiwi Arms！Geki・Rin・Sei・Yaa・Haa！」（「キウイアームズ！撃・輪・セイ・ヤッ・ハッ！」） 中文意思為「奇異果鎧甲！撃．輪．唏．哋．嘿！」                                                                  | |
| Melon            |          | 蜜瓜       | LS-04      | A    | 斬月                                             | 移動能力為主的形態，附帶護盾蜜瓜防盾者 | 變身形態Melon Arms。 音效為「Melon Arms！Ten．Ka．Go．Men」（「メロンアームズ！天・下・御・免」） 中文意思為「蜜瓜鎧甲！天・下・御・免」                                                                                  | |
| Watermelon       |          | 西瓜       | PROTO-10   | -    | 斬月                                             | 更多 ： 鎧武外傳 § 本作登场定鎖種子（Lock Seed）                                                                                                | 更多 ： 鎧武外傳 § 本作登场定鎖種子（Lock Seed） | |
| Donguri          |          | 橡果       | LS-03      | B    | 古列頓                                           | 以跳躍力為主的近戰形態，附帶武器鰍鎚 | 變身形態Donguri Arms。 音效為「Donguri Arms！Never Give Up！」（「ドングリアームズ！ネバーギブアッブ！」） 中文意思為「橡果鎧甲！永不言棄！」 《劇場版 假面騎士鎧武 足球大決戰！黃金果實爭奪杯！》中假面騎士鎧武使用轉換形態。  | |
| Matsubokkuri     |          | 松果       | LS-01      | C    | 黑影                                             | 近中距離突擊為主的形態，附帶武器影松 | 變身形態Matsubokkuri Arms。 音效為「Matsubokkuri Arms！Ichigeki In The Shadow！」（） 中文意思為「松果鎧甲！一撃如影！」                                                                | |
| Matsubokkuri     | 黑影衛兵 | 松果       | LS-01      | C    |                                                  | 近中距離突擊為主的形態，附帶武器影松 | 變身形態Matsubokkuri Arms。 音效為「Matsubokkuri Arms！Ichigeki In The Shadow！」（） 中文意思為「松果鎧甲！一撃如影！」                                                                | |
| Durian           |          | 榴槤       | LS-12      | A    | 布拉弗                                           | 具傷害性的重甲形態，附帶武器刺鋸劍 | 變身形態Durian Arms。 音效為「Durian Arms！Mister Dangerous！」（） 中文意思為「榴槤鎧甲！危險先生！」 《劇場版 假面騎士鎧武 足球大決戰！黃金果實爭奪杯！》中假面騎士鎧武使用轉換形態。 | |
| Kurumi           |          | 胡桃       | LS-02      | C+   |                                                  | 拳擊為主的近戰形態，附帶武器胡桃爆破者 | 變身形態Kurumi Arms。 音效為「Kurumi Arms！Mister Knuckle Man！」（「クルミアームズ！ミスター・ナックルマン！」） 中文意思為「胡桃鎧甲！拳擊手先生！」                                                                              | |
| Yomotsuheguri    |          | 黃泉戶契   | LS-YOMI    | -    | 龍玄．黃泉                                       | 綜合能力強化的形態，能應用葡萄龍砲、奇異果撃輪及各名霸主異域者專屬武器                                                                          | 變身形態Yomotsuheguri Arms。 音效為「Yomotsuheguri Arms！Mei・kai・Yomi・Yomi・Yomi！」（「ヨモツヘグリアームズ！冥・界・ヨミ・ヨミ・ヨミ！」） 中文意思為「黃泉戶契鎧甲！冥・界・黃泉・黃泉・黃泉！」                                      | |
| Kuro No Ringo    |          | 黑蘋果     | LS-DARK    | -    | 邪武                                             | 與Golden Arms相似並引申的另一形態，附帶武器無雙軍刀和黑大橙丸                                                                                   | 變身形態Darkness Arms。 音效為「Darkness Arms！Ougon No Kajitsu！」（「ダクネスアームズ！黄金の果実！」） 中文意思為「暗黑鎧甲！黃金果實！」                                                                              | |
| Blood Orange     |          | 血橙       | LS-07      | -    | 武神鎧武                                         | 更多 ： 假面騎士×假面騎士 鎧武 & Wizard 天下決勝之戰國MOVIE大合戰 § 本作登場定鎖種子（Lock Seed） 和 鎧武外傳 § 本作登场定鎖種子（Lock Seed） 2 | 更多 ： 假面騎士×假面騎士 鎧武 & Wizard 天下決勝之戰國MOVIE大合戰 § 本作登場定鎖種子（Lock Seed） 和 鎧武外傳 § 本作登场定鎖種子（Lock Seed） 2                                         | |
| Blood Orange     |          | 血橙       | LS-07      | -    |                                                  | 更多 ： 假面騎士×假面騎士 鎧武 & Wizard 天下決勝之戰國MOVIE大合戰 § 本作登場定鎖種子（Lock Seed） 和 鎧武外傳 § 本作登场定鎖種子（Lock Seed） 2 | 更多 ： 假面騎士×假面騎士 鎧武 & Wizard 天下決勝之戰國MOVIE大合戰 § 本作登場定鎖種子（Lock Seed） 和 鎧武外傳 § 本作登场定鎖種子（Lock Seed） 2                                         | |
| Fifteen          |          | 十五       | -          | -    | Fifteen                                          | 更多 ： 平成騎士對昭和騎士 假面騎士大戰 feat.超級戰隊 § 本作登場定鎖種子（Lock Seed）                                                           | 更多 ： 平成騎士對昭和騎士 假面騎士大戰 feat.超級戰隊 § 本作登場定鎖種子（Lock Seed）                                                                                                   | |
| Kin No Ringo     |          | 金蘋果     | LS-        | -    | 馬魯斯                                           | 更多 ： 劇場版 假面騎士鎧武 足球大決戰！黃金果實爭奪杯！ § 本作登場定鎖種子（Lock Seed）                                                        | 更多 ： 劇場版 假面騎士鎧武 足球大決戰！黃金果實爭奪杯！ § 本作登場定鎖種子（Lock Seed）                                                                                                | |
| Gin No Ringo     |          | 銀蘋果     | LS-SILVER  | -    | 冠                                               | 更多 ： 劇場版 假面騎士鎧武 足球大決戰！黃金果實爭奪杯！ § 本作登場定鎖種子（Lock Seed）                                                        | 更多 ： 劇場版 假面騎士鎧武 足球大決戰！黃金果實爭奪杯！ § 本作登場定鎖種子（Lock Seed）                                                                                                | |
| Black Orange     |          | 暗黑柳橙   | LS-07      | -    | 鎧武．闇                                         | 更多 ： 劇場版 假面騎士鎧武 足球大決戰！黃金果實爭奪杯！ § 本作登場定鎖種子（Lock Seed）                                                        | 更多 ： 劇場版 假面騎士鎧武 足球大決戰！黃金果實爭奪杯！ § 本作登場定鎖種子（Lock Seed）                                                                                                | |
| Lemon            |          | 檸檬       | LS-99      | -    |                                                  | 更多 ： 鎧武外傳 § 本作登场定鎖種子（Lock Seed） 2                                                                                              | 更多 ： 鎧武外傳 § 本作登场定鎖種子（Lock Seed） 2 | |
| Zakuro           |          | 石榴       | LS-MESSIAH | -    |                                                  | 更多 ： 鎧武外傳 § 本作登场定鎖種子（Lock Seed） 2                                                                                              | 更多 ： 鎧武外傳 § 本作登场定鎖種子（Lock Seed） 2 | |
| Lemon            |          | 檸檬       | ELS-01     | S    |                                                  | 鎧甲（能量系列） | 力量性為主形態，附帶武器音速弩弓 | 變身形態Lemon Energy Arms。 音效為「Lemon Energy Arms！Fight Power！Fight Power！Fig、Fig、Fig、Fig、FiFiFiFight！」（） 假面騎士鎧武借助「Genesis Core」混合使用而變身形態Jimber Lemon Arms，於戰極驅動器使用則具有強大的力量 |
| Lemon            | 鎧武     | 檸檬       | ELS-01     | S    |                                                  | 鎧甲（能量系列） | 力量性為主形態，附帶武器音速弩弓 | 變身形態Lemon Energy Arms。 音效為「Lemon Energy Arms！Fight Power！Fight Power！Fig、Fig、Fig、Fig、FiFiFiFight！」（） 假面騎士鎧武借助「Genesis Core」混合使用而變身形態Jimber Lemon Arms，於戰極驅動器使用則具有強大的力量 |
| Lemon            |          | 檸檬       | ELS-01     | S    |                                                  | 鎧甲（能量系列） | 力量性為主形態，附帶武器音速弩弓 | 變身形態Lemon Energy Arms。 音效為「Lemon Energy Arms！Fight Power！Fight Power！Fig、Fig、Fig、Fig、FiFiFiFight！」（） 假面騎士鎧武借助「Genesis Core」混合使用而變身形態Jimber Lemon Arms，於戰極驅動器使用則具有強大的力量 |
| Cherry           |          | 櫻桃       | ELS-02     | S    |                                                  | 鎧甲（能量系列） | 防禦性為主形態，附帶武器音速弩弓 | 變身形態Cherry Energy Arms。 音效為「Cherry Energy Arms！」（） 假面騎士鎧武借助「Genesis Core」混合使用而變身形態Jimber Cherry Arms，於戰極驅動器使用則具有高速的運動能力 |
| Cherry           | 鎧武     | 櫻桃       | ELS-02     | S    |                                                  | 鎧甲（能量系列） | 防禦性為主形態，附帶武器音速弩弓 | 變身形態Cherry Energy Arms。 音效為「Cherry Energy Arms！」（） 假面騎士鎧武借助「Genesis Core」混合使用而變身形態Jimber Cherry Arms，於戰極驅動器使用則具有高速的運動能力 |
| Peach            |          | 蜜桃       | ELS-03     | S    |                                                  | 鎧甲（能量系列） | 運動性為主形態，附帶武器音速弩弓 | 變身形態Peach Energy Arms。 音效為「Peach Energy Arms！」（） 假面騎士鎧武借助「Genesis Core」混合使用而變身形態Jimber Peach Arms，於戰極驅動器使用則具有靈敏的聽力 |
| Peach            | 鎧武     | 蜜桃       | ELS-03     | S    |                                                  | 鎧甲（能量系列） | 運動性為主形態，附帶武器音速弩弓 | 變身形態Peach Energy Arms。 音效為「Peach Energy Arms！」（） 假面騎士鎧武借助「Genesis Core」混合使用而變身形態Jimber Peach Arms，於戰極驅動器使用則具有靈敏的聽力 |
| Melon            |          | 蜜瓜       | ELS-04     | S    | 斬月．真                                         | 鎧甲（能量系列） | 綜合力量平均型形態，附帶武器音速弩弓 | 變身形態Melon Energy Arms。 音效為「Melon Energy Arms！」（） |
| Matsubokkuri     |          | 松果       | ELS-05     | -    | 黑影．真                                         | 鎧甲（能量系列） | 更多 ： 劇場版 假面騎士鎧武 足球大決戰！黃金果實爭奪杯！ § 本作登場定鎖種子（Lock Seed）                                                                                                | 更多 ： 劇場版 假面騎士鎧武 足球大決戰！黃金果實爭奪杯！ § 本作登場定鎖種子（Lock Seed） |
| Black Lemon      |          | 暗黑檸檬   | ELS-01     | -    | 鎧武．闇                                         | 鎧甲（能量系列） | 更多 ： 劇場版 假面騎士鎧武 足球大決戰！黃金果實爭奪杯！ § 本作登場定鎖種子（Lock Seed）                                                                                                | 更多 ： 劇場版 假面騎士鎧武 足球大決戰！黃金果實爭奪杯！ § 本作登場定鎖種子（Lock Seed） |
| Dragon Fruits    |          | 龍果       | ELS-HEX    | -    |                                                  | 鎧甲（能量系列） | 更多 ： 假面騎士×假面騎士 Drive & 鎧武 MOVIE大戰 Full Throttle § 假面騎士杜古 | 更多 ： 假面騎士×假面騎士 Drive & 鎧武 MOVIE大戰 Full Throttle § 假面騎士杜古 |
| Dragon Fruits    | ELS-     | 龍果       | 泰勒度     | -    | 更多 ： 鎧武外傳 § 本作登场定鎖種子（Lock Seed） | 更多 ： 鎧武外傳 § 本作登场定鎖種子（Lock Seed）                                                                                                | | |
| Marron           |          | 栗子       | ELS-06     | -    |                                                  | 鎧甲（能量系列） | 更多 ： 鎧武外傳 § 本作登场定鎖種子（Lock Seed） 2 | 更多 ： 鎧武外傳 § 本作登场定鎖種子（Lock Seed） 2 |
| Wizard           |          | Wizard     | -          | -    | 鎧武                                             | 鎧甲（傳奇騎士系列） | 更多 ： 假面騎士×假面騎士 鎧武 & Wizard 天下決勝之戰國MOVIE大合戰 § 本作登場定鎖種子（Lock Seed）                                                                                       | 更多 ： 假面騎士×假面騎士 鎧武 & Wizard 天下決勝之戰國MOVIE大合戰 § 本作登場定鎖種子（Lock Seed） |
| Showa Rider      |          | 昭和騎士   | -          | -    | 鎧武                                             | 鎧甲（傳奇騎士系列） | 更多 ： 平成騎士對昭和騎士 假面騎士大戰 feat.超級戰隊 § 本作登場定鎖種子（Lock Seed）                                                                                                   | 更多 ： 平成騎士對昭和騎士 假面騎士大戰 feat.超級戰隊 § 本作登場定鎖種子（Lock Seed） |
| Drive            |          | Drive      | -          | -    | 鎧武                                             | 鎧甲（傳奇騎士系列） | 更多 ： 假面騎士×假面騎士 Drive & 鎧武 MOVIE大戰 Full Throttle § 假面騎士鎧武 | 更多 ： 假面騎士×假面騎士 Drive & 鎧武 MOVIE大戰 Full Throttle § 假面騎士鎧武 |
| OOO              |          | OOO        | -          | -    |                                                  | 鎧甲（傳奇騎士系列） | 更多 ： 假面騎士×假面騎士 鎧武 & Wizard 天下決勝之戰國MOVIE大合戰 § 本作登場定鎖種子（Lock Seed）                                                                                       | 更多 ： 假面騎士×假面騎士 鎧武 & Wizard 天下決勝之戰國MOVIE大合戰 § 本作登場定鎖種子（Lock Seed） |
| W                |          | W          | -          | -    | 龍玄                                             | 鎧甲（傳奇騎士系列） | 更多 ： 假面騎士×假面騎士 鎧武 & Wizard 天下決勝之戰國MOVIE大合戰 § 本作登場定鎖種子（Lock Seed）                                                                                       | 更多 ： 假面騎士×假面騎士 鎧武 & Wizard 天下決勝之戰國MOVIE大合戰 § 本作登場定鎖種子（Lock Seed） |
| Fourze           |          | Fourze     | -          | -    | 斬月                                             | 鎧甲（傳奇騎士系列） | 更多 ： 假面騎士×假面騎士 鎧武 & Wizard 天下決勝之戰國MOVIE大合戰 § 本作登場定鎖種子（Lock Seed）                                                                                       | 更多 ： 假面騎士×假面騎士 鎧武 & Wizard 天下決勝之戰國MOVIE大合戰 § 本作登場定鎖種子（Lock Seed） |
| Heisei Rider     |          | 平成騎士   | -          | -    | Fifteen                                          | 鎧甲（傳奇騎士系列） | 更多 ： 平成騎士對昭和騎士 假面騎士大戰 feat.超級戰隊 § 本作登場定鎖種子（Lock Seed）                                                                                                   | 更多 ： 平成騎士對昭和騎士 假面騎士大戰 feat.超級戰隊 § 本作登場定鎖種子（Lock Seed） |
| Sakura Hurricane |          | 櫻花颶風   | LV-01      | -    | 鎧武                                             | 道具 | 變形成機車Sakura Hurricane | 變形成機車Sakura Hurricane |
| Sakura Hurricane | 黑影     | 櫻花颶風   | LV-01      | -    |                                                  | 道具 | 變形成機車Sakura Hurricane | 變形成機車Sakura Hurricane |
| Sakura Hurricane | 布拉弗   | 櫻花颶風   | LV-01      | -    |                                                  | 道具 | 變形成機車Sakura Hurricane | 變形成機車Sakura Hurricane |
| Sakura Hurricane | 斬月．真 | 櫻花颶風   | LV-01      | -    |                                                  | 道具 | 變形成機車Sakura Hurricane | 變形成機車Sakura Hurricane |
| Rose Attacker    |          | 玫瑰攻擊者 | LV-02      | -    |                                                  | 道具 | 變形成機車Rose Attacker | 變形成機車Rose Attacker |
| Rose Attacker    | 龍玄     | 玫瑰攻擊者 | LV-02      | -    |                                                  | 道具 | 變形成機車Rose Attacker | 變形成機車Rose Attacker |
| Rose Attacker    | 古列顿   | 玫瑰攻擊者 | LV-02      | -    |                                                  | 道具 | 變形成機車Rose Attacker | 變形成機車Rose Attacker |
| Rose Attacker    | [ 27 ]   | 玫瑰攻擊者 | LV-02      | -    |                                                  | 道具 | 變形成機車Rose Attacker | 變形成機車Rose Attacker |
| Dandelion Liner  |          | 蒲公英航線 | LV-03      | -    | 鎧武                                             | 道具 | 變形成懸浮飛行機車Dandelion Liner | 變形成懸浮飛行機車Dandelion Liner |
| Dandelion Liner  |          | 蒲公英航線 | LV-03      | -    |                                                  | 道具 | 變形成懸浮飛行機車Dandelion Liner | 變形成懸浮飛行機車Dandelion Liner |
| Dandelion Liner  | 黑影衛兵 | 蒲公英航線 | LV-03      | -    |                                                  | 道具 | 變形成懸浮飛行機車Dandelion Liner | 變形成懸浮飛行機車Dandelion Liner |
| Tulip Hopper     |          | 鬱金香戰蝗 | LV-04      | -    | 鎧武                                             | 道具 | 變形成雙足站立或彈跳式機械載具Tulip Hopper | 變形成雙足站立或彈跳式機械載具Tulip Hopper |
| Tulip Hopper     | 黑影衛兵 | 鬱金香戰蝗 | LV-04      | -    |                                                  | 道具 | 變形成雙足站立或彈跳式機械載具Tulip Hopper | 變形成雙足站立或彈跳式機械載具Tulip Hopper |
| Sid              |          | 薛度       | -          | -    |                                                  | 道具 | 啟動Suika Arms自動無人駕駛狀態 | 音效為「Connecting」 |
| Himawari         |          | 葵花籽     | LS-00      | D    | -                                                | 道具 | 召喚初級異域者 | 純粹進行「異域者遊戲」所用，或可作裝置於戰極驅動器上可保持佩帶者的體力，消除飢餓感。 |

## 輔助工具

### 變身腰帶
- 戰極驅動器

原文： / Sengoku Driver
「初期型」騎士專用變身腰帶。
戰極凌馬初期開發的變身腰帶，有著引發出定鎖種子之力從而變身成為具有超越常人力量的戰士。具有將海姆冥界森林的果實變化成定鎖種子的功能，及可攝取正在裝備的定鎖種子內存的能量，維持佩帶者的體力而不需進食。
左方畫有所屬騎士的側面繪像為驅動器功能的使用者辨識裝置「Rider Indicator」；黑影衛兵及納高爾所使用的量產型均沒有「Rider Indicator」裝置，即是已排除單一使用者的上限，及外型上圍腰帶部份為灰色。 中間的凹槽「Drive Bay」插入定鎖種子再扣鎖後會發出音效「Lock On！」，發出待機的音樂再把右方的刀狀推桿裝置「Cutting Blade」推下後發出「XX！」音效（「XX」代表所屬騎士的驅動器特定呼喊音效，和風的鎧武、斬月、黑影、冠為「Soiyaa！（ソイヤッ！）」，另外的音效為「Iyoo！（イヨ〜ッ！）」；西洋風的巴隆、古列頓、馬魯斯和伊登及杜古為「Come On！」；中國風的龍玄及龍玄．黃泉為「Haii！（ハイーッ！）」；布拉弗、納高爾、武神鎧武及Fifteen直接是摇滚風的音樂聲效；邪武直接是如教堂鐘聲的聲效），定鎖種子中間的罩蓋打開後會啟動變身程序並發出音效「▲▲ Arms！OOOO！」（「OOOO」為該定鎖種子特定的音效，詳細請見『定鎖種子（Lock Seed）』一欄）。
在變身的狀態推下「Cutting Blade」一至三次後使出不同形式的特殊技及必殺技，推一次發出音效「▲▲ Squash！」；兩次發出音效「▲▲ Olé！」；三次發出音效「▲▲ Sparking！」。（「▲▲」代表使用的定鎖種子）
定鎖種子解除扣鎖後會發出音效「Lock Off！」。
當拆掉「Rider Indicator」部位後可與創世紀驅動器的「Genesis Core」裝合，同時使用兩種類型的定鎖種子以致能力合一從而獲得形態的進化。當變身時裝備能量定鎖種子會追加音效成為「Mix！▲▲ Arms！OOOO！Jimber ▲▲ ！Ha-Ha！」，使出特殊技或必殺技時發出追加音效分別為「Jimber ▲▲ Squash！」、「Jimber ▲▲ Olé！」及「Jimber ▲▲ Sparking！」。
- 創世紀驅動器

原文： / Genesis Driver
「次世代型」騎士專用的變身腰帶。
戰極凌馬繼戰極驅動器為基礎所開發的另一型號腰帶，對應新型的能量定鎖種子變身。由於沒有使用者辨識裝置「Rider Indicator」，所以是已排除單一使用者的上限。
中間的凹槽「Genesis Core」插入能量定鎖種子再扣鎖後會發出音效「Lock On！」，發出待機的音樂後再把右方的手環裝置「Shiboru Compressor」推向中間，能量定鎖種子中間的罩蓋打開後發出音效「Soda！」或「Liquid！」，能量定鎖種子的動力源化成液態後，會通過連接喉管「Vascular Duct」盛載位於「Genesis Core」下方的液體容器「Concentrate Pod」，「Shiboru Compressor」自動移動到原位後啟動變身程序並發出「▲▲ Energy Arms！OOOO！」的音效（「OOOO」為該定鎖種子特定的音效，詳細請見『定鎖種子（Lock Seed）』一欄）。
在變身的狀態推下「Shiboru Compressor」一至兩次後使出不同形式的特殊技及必殺技，推一次發出音效「▲▲ Energy Squash！」；兩次發出音效「▲▲ Energy Sparking！」。（「▲▲」代表使用的定鎖種子）
「Genesis Core」能夠卸下並可與戰極驅動器裝合，使然兩種類型的定鎖種子能力合為一體以致得到另一層次的進化。
已確認與戰極驅動器一樣有著維生機能，其中還包含抑制海姆冥界森林孢子的毒素。戰極凌馬還在內設置了自毀裝置。

### 共通武器
- 無雙軍刀

原文： / Musou Saber
假面騎士鎧武 / 斬月 / 武神鎧武 / 鎧武 • 闇 / 邪武專用手槍與武士刀融合型武器。
護手處裝有槍體「Musou Muzzle」及板機，當拉上裝在「Musou Muzzle」後的滑動開關「Barrett Slide」會轉換成「槍模式」，刀身部位的能源計會顯示可發射子彈的數目（每次最多四發子彈），當子彈用光後需再拉上滑動開關「Barrett Slide」來填充。
護手處對上的凹槽「Drive Launch」裝上定鎖種子後用作發動必殺技，扣鎖後發出音效是「Lock On！Ichi‧Juu‧Hyaku（一‧十‧百）！▲▲ Charge！」（「▲▲」代表使用的定鎖種子）。
劍柄底部有一個插槽，當鎧武使用時可與形態專屬武器接上，「Drive Launch」扣上定鎖種子後發動必殺技的音效則是「Lock On！Ichi‧Juu‧Hyaku‧Sen‧Man（一‧十‧百‧千‧万）！▲▲ Charge！」。
- 音速弩弓

原文： / Sonic Arrow
「次世代型」騎士（黑影•真除外）及假面騎士鎧武Jimber Lemon / Cherry / Peach Arms及Kiwami Arms專用弩弓型武器。
能夠無限發射出由能量轉化的矢箭，可選擇單發或一次性霰發射擊，矢箭亦具有追蹤效果。
弓臂部分裝有銳利刀刃「Arc Rim」，設計目的是以作為弩弓亦可於近戰時作為武器使用。
瞄準器「Aiming Scope」能向指定目標投射出激光準星從而作出遠距精密射擊，尤其在陰暗場景更為適合。
手把對上的凹槽「Energy Drive Bay」裝上能量定鎖種子後用作發動必殺技，音效則是「Lock On！▲▲ Energy！」（「▲▲」代表使用的定鎖種子）。

### 交通工具
| 名稱                       | 簡介 | 外觀                             | 能力 |
| Sakura Hurricane 櫻花颶風  | 原文： 由定鎖種子LV-01變成 初次登場話數：3 全長：2005mm 全闊：768mm 全高：1112mm 座高：875mm 重量：158kg 最高時速：245km/h 最高功率：86.3kw 最高跳躍力（高度）：154m 最高跳躍力（距離）：616m 乘坐人數：2人 | 全身以白色和粉紅色為主           | 鎧武 / 黑影 / 布拉弗 / 斬月．真專屬機車。 當達至一定的行駛速度時，能夠打開通道「Crack」穿梭海姆冥界森林或現實世界兩地。 |
| Rose Attacker 玫瑰攻擊者   | 原文： 由定鎖種子LV-02變成 初次登場話數：3 全長：2005mm 全闊：768mm 全高：1112mm 座高：875mm 重量：158kg 最高時速：245km/h 最高功率：86.3kw 最高跳躍力（高度）：154m 最高跳躍力（距離）：616m 乘坐人數：2人 | 全身以綠色、紅色和黑色為主       | 巴隆 / 龍玄 / 古列顿 / 齊格德專屬機車。 當達至一定的行駛速度時，能夠打開通道「Crack」穿梭海姆冥界森林或現實世界兩地。 |
| Dandelion Liner 蒲公英航線 | 原文： 由定鎖種子LV-03變成 初次登場話數：15 全長：2460mm 全闊：420mm 全高：850mm 座高：720mm 重量：88kg 最高時速：205km/h 最高功率：68.25kw 乘坐人數：1人                                                   | 全身以銀色、深黃色和黑色為主     | 鎧武 / 巴隆 / 黑影衛兵專屬懸浮飛行機車。 車頭部位裝有槍砲及車尾可發出鋼纜用作拘束物件。 於劇場版《假面騎士×假面騎士 鎧武 & Wizard 天下決勝之戰國MOVIE大合戰》中先行登場。                                                                               |
| Tulip Hopper 鬱金香戰蝗    | 原文： 由定鎖種子LV-04變成 初次登場話數：19 全長：870mm 全闊：1170mm 全高：2460mm 重量：173kg 最高時速：89km/h 最高功率：105.3kw 乘坐人數：1人                                                              | 全身以綠色、紅色、銀色和黑色為主 | 鎧武 / 黑影衛兵專屬雙足站立或彈跳式機械載具。 肩膀位置附帶重火力的格林機關砲；機身正中具有裝置可製造強風吹飛目標；附有裝置可在任何空間切割出「Crack」以穿梭海姆冥界森林或現實世界兩地；擁有光學迷彩功能作擬態隱藏；能夠變形成如護盾的狀態抵禦外來攻擊。 |

## 本作登場怪人
有關參考：用語

### 初級異域者
原文：
雜兵級異域者，部分進化至具有飛行能力。
「凶暴形態」時面額兩旁會張開並露出密集的尖齒。
當吃下海姆冥界森林的果實或定鎖種子時，有一定機率進化成高級的異域者。

### 異域者（Inves）
| 名字 | 中文翻譯   | 簡介 | 屬系顏色 | 出場話數                                                      |
| ---- | ---------- | --- | -------- | ------------------------------------------------------------- |
|      | 白虎異域者 | 右手長有巨大的指爪。身上皮膚猶如硬甲，及圖紋部份可發出同形狀的光束。擅長利用衝撞攻擊                                                                   | 綠       | 1、40                                                         |
|      | 鹿異域者   | 筋肉發達力大無窮。頭部及背部長出銳利的枝角。手腳部分包裹堅硬的外骨骼。「強化體」外觀上變得非常巨大，力量比平常增幅三倍，具有極強跳躍力，痛覺變得鈍化。 | 藍       | 2、4、7、12、20、25、32、33、35、39、41、42、45、47（最终话） |
|      | 蝙蝠異域者 | 具有飛行能力。雙翼可如利刃般作斬擊，口中可吐出火焰。「變種體」外觀上雙翼為白色和右手異變成刀刃狀，能力方面追加光束攻擊及可發出高頻音波擾敵。           | 紅       | 4、5、7、9、12、18、20、25、32、35、39、40、42、47（最终话）  |
|      | 野豬異域者 | 體型巨大，擅長用獠牙攻擊，背上的角能發射迴力鏢光束。                                                                                                   | 紅       | 7、45                                                         |
|      | 青龍異域者 | 全身皮膚如金屬般堅硬，口中可吐出藍色火焰，具有銳利的指爪。「強化體」外觀上變得非常巨大且窄長，能夠在空中飛翔。                                         | 綠       | 8、13、18、32、34、35、39、40、41、42、45、47（最终话）       |
|      | 天牛異域者 | 全身包裹光滑的外骨骼，頭上一雙觸鬚能如鞭子般攻擊。 | 藍       | 10、12、18、20、28、32、39、40、41、42、45                    |
|      | 貔貅異域者 | 右手長有巨大的指爪，口中可吐出火焰。 | 綠       | 13、14                                                        |
|      | 獅子異域者 | 使用指爪攻擊，暴走時背上會長出翅膀。 | 紅       | 16、20、TVSP、25、32、33、34、39、41、42、44、45              |
|      | 山羊異域者 | 頸上一雙螺角可隨意伸展，或化成鑽頭作集中攻擊。 | 紅       | 30、32、34、39、41、44、45                                    |

### 霸主異域者（Over Lord Inves）
羅修奧（替身演出：今井靖彥、CV：中田讓治 / 香港配音：陳欣）
原文：
身高：255cm
體重：187kg
屬系為白色，名字於霸主異域者的語言上譯作「白亞」。
使用名為「喬修伊姆」的斬馬刀作為武器；可自由開啟「Crack」及操縱海姆冥界森林的植物或異域者；全身具有裝甲化的外骨骼；能夠作瞬間移動；受到輕傷後能夠快速治癒；身負強大的念動力可隨之產生雷電和火焰，或隔空移動以及破壞粉碎任何物體。
迪姆修（替身演出：佐藤太輔、CV：杉田智和 / 香港配音：陳卓智）
原文：
身高：250cm
體重：191kg
屬系為紅色。名字於霸主異域者的語言上譯作「深紅」。
使用名為「切爾伊姆」的大劍作為武器；可自由操縱海姆冥界森林的植物或異域者；強韌的體格帶有裝甲般的外骨骼；具有瞬間移動的能力；身體能化成流動的氣化狀態；可放出及隨意控制火球。
吃下海姆冥界森林的果實強化後的「進化體」，外表分別在於兩肩上長出了犄角。
雷迪艾（替身演出：渡邊淳、CV：津田健次郎 / 香港配音：雷霆）
原文：
身高：248cm
體重：183kg
屬系為綠色，名字於霸主異域者的語言上譯作「翡翠」。
使用名為「駄羽」的長戟作為武器；可自由操縱海姆冥界森林的植物或異域者；全身具有裝甲化的外骨骼；能夠發出奇異的音頻擾亂敵人；能夠作瞬間移動；身體可化成流動的氣化狀態；具有令目標陷入催眠狀態的能力。
多多安修（替身演出：岡田和也、CV：上田燿司 / 香港配音：）
原文：
身高：239cm
體重：155kg
屬系為綠色。名字於霸主異域者的語言上譯作「朱雀」。
使用名為「丁哥修伊姆」的蛇劍作為武器，劍身可接收外來攻擊後再施以回饋還擊；全身具有裝甲化的外骨骼；擁有敏捷的身手；口部能噴出火球。
古林查（CV：穴井勇輝 / 香港配音：）
原文：
身高：242cm
體重：170kg
屬系為白色。名字於霸主異域者的語言上譯作「牛」。
使用名為「亞修伊姆」的大刀作為武器；全身具有裝甲化的外骨骼；具有強大的怪力；擅長近戰及頭撞攻擊。
辛姆古魯
原文：
身高：240cm
體重：195kg
屬系為綠色。名字於霸主異域者的語言上譯作「玄武」。
使用名為「帝武無」的斧頭作為武器，全身具有裝甲化的外骨骼，背部長有堅硬的甲殼，可伸出蛇頭纏繞敵人。
勳爵巴隆（替身演出：永德、CV：小林豊 / 香港配音：）
原文： / Lord Baron
身高：211cm
體重：104kg
驅紋戒斗吃下海姆冥界森林果實後自行抑壓及進化的形態。
使用名為「Globalism」的長劍作為武器；全身具有裝甲化的外骨骼；身體可化成流動的氣化狀態；可自由開啟「Crack」及操縱海姆冥界森林的植物或異域者。

## 播放列表
以下時間以當地時間（日本時間）為準
| 日本播放      | 香港播放   | 台灣播放   | 話數   | 日本原文標題 | 台灣標題香港標題                                         | 登場敵方怪人 （日本CV / 香港配音） | 關東收視率 | 編劇              | 監督            |
| ------------- | ---------- | ---------- | ------ | ------------ | -------------------------------------------------------- | --- | ---------- | ----------------- | --------------- |
| Beat Riders篇 |            |            |        |              |                                                          | |            |                   |                 |
| 2013/10/6     | 2016/7/23  | 2016/9/3   | 1      |              | 變身！柳橙從天而降！？變身！從天而降的橙！？             | - 白虎異域者 | 6.4%       | 虛淵玄            | 田崎龍太        |
| 2013/10/13    | 2016/7/30  | 2016/9/10  | 2      |              | 絕招！鳳梨飛踢！絕招！菠蘿Kick！                         | - 鹿異域者 - 鹿異域者・強化體 | 5.6%       | 虛淵玄            | 田崎龍太        |
| 2013/10/20    | 2016/8/13  | 2016/9/17  | 3      |              | 衝擊！勁敵變身香蕉！？                                   | - | 5.0%       | 虛淵玄            | 柴崎貴行        |
| 2013/10/27    | 2016/8/20  | 2016/9/24  | 4      |              | 誕生！第三人是葡萄騎士！                                 | - 鹿異域者 - 蝙蝠異域者 | 5.2%       | 虛淵玄            | 柴崎貴行        |
| 2013/11/10    | 2016/8/27  | 2016/10/1  | 5      |              | 復活！友情草莓戰甲！                                     | - 鹿異域者 - 蝙蝠異域者 | 6.7%       | 虛淵玄            | 柴崎貴行        |
| 2013/11/17    | 2016/9/3   | 2016/10/8  | 6      |              | 榴槤騎士、參戰！                                         | - | 6.3%       | 虛淵玄            | 諸田敏          |
| 2013/11/24    | 2016/9/10  | 2016/10/15 | 7      |              | 滾石西瓜、大霹靂！大型西瓜、Big Bang！                   | - 鹿異域者 - 蝙蝠異域者 - 野豬異域者 | 5.8%       | 虛淵玄            | 諸田敏          |
| 2013/12/1     | 2016/9/17  | 2016/10/22 | 8      |              | 巴隆獲得新力量、芒果！                                   | - 青龍異域者<第8話> - 蝙蝠異域者・變種體 | 5.4%       | 虛淵玄 七篠トリコ | 中澤祥次郎      |
| 2013/12/8     | 2016/9/24  | 2016/10/29 | 9      |              | 異域精靈捕捉大作戰！怪物Inves捕獲大作戰！                | - 青龍異域者<第8話> - 蝙蝠異域者・變種體 | 5.4%       | 虛淵玄            | 中澤祥次郎      |
| 2013/12/15    | 2016/10/8  | 2016/11/5  | 10     |              | 騎士大集合！揭開森林的秘密！大集合！揭開森林之謎！！     | - 天牛異域者 | 6.1%       | 虛淵玄 砂阿久雁   | 柴崎貴行        |
| 2013/12/22    | 2016/10/15 | 2016/11/12 | 11     |              | 聖誕對決的真相聖誕遊戲的真相                             | - | 4.5%       | 虛淵玄 毛利亙宏   | 柴崎貴行        |
| 新世代騎士篇  |            |            |        |              |                                                          | |            |                   |                 |
| 2014/1/5      | 2016/10/22 | 2016/11/19 | 12     |              | 新世代騎士登場！                                         | - 鹿異域者 - 蝙蝠異域者 - 天牛異域者 | 3.9%       | 虛淵玄            | 石田秀範        |
| 2014/1/12     | 2016/10/29 | 2016/11/26 | 13     |              | 鎧武、巴隆友情的證明！鎧武、巴隆的友情之證！             | - 青龍異域者<第13話> - 青龍異域者・強化體 - 貔貅異域者                                                                                       | 5.1%       | 虛淵玄            | 石田秀範        |
| 2014/1/19     | 2016/11/5  | 2016/12/3  | 14     |              | 海姆冥界果實的秘密                                       | - 青龍異域者<第13話> - 青龍異域者・強化體 - 貔貅異域者                                                                                       | 5.5%       | 虛淵玄            | 諸田敏          |
| 2014/1/26     | 2016/11/12 | 2016/12/10 | 15     |              | 發明腰帶的男人開發腰帶的男人                             | - | 4.5%       | 虛淵玄            | 諸田敏          |
| 2014/2/2      | 2016/11/19 | 2016/12/17 | 16     |              | 新戰甲！陣羽檸檬誕生！新鎧甲！Jimber Lemon誕生！         | - 獅子異域者 | 5.7%       | 虛淵玄            | 金田治          |
| 2014/2/9      | 2016/11/26 | 2016/12/31 | 17     |              | 蜜桃騎士、女王大駕光臨！                                 | - | 5.8%       | 虛淵玄            | 金田治          |
| 2014/2/16     | 2016/12/3  | 2016/12/31 | 18     |              | 永別了舞動遊騎兵再見Beat Riders                          | - 蝙蝠異域者 - 青龍異域者 - 天牛異域者 | 4.7%       | 虛淵玄 毛利亙宏   | 石田秀範        |
| 2014/2/23     | 2016/12/10 | 2017/1/7   | 19     |              | 受贈的秘密武器送贈的秘密武器                             | - | 5.4%       | 虛淵玄 毛利亙宏   | 石田秀範        |
| 2014/3/2      | 2016/12/17 | 2017/1/14  | 20     |              | 世界的終結 侵略的開始世界的終結 開始的侵略               | - 鹿異域者 - 蝙蝠異域者 - 天牛異域者 - 獅子異域者                                                                                            | 4.6%       | 虛淵玄            | 諸田敏          |
| 2014/3/9      | 2016/12/31 | 2017/1/21  | 21     |              | 世界樹的秘密世界樹財團的秘密                             | - | 5.8%       | 虛淵玄            | 諸田敏          |
| 2014/3/16     | 2017/1/7   | 2017/1/28  | 22     |              | 七分之一的真實                                           | - | 4.2%       | 虛淵玄            | 金田治          |
| 2014/3/23     | 2017/1/14  | 2017/2/4   | 23     |              | 重裝上陣！凱歌戰甲！出陣！凱旋戰甲！                     | - 迪姆修（CV：杉田智和） | 5.6%       | 虛淵玄            | 金田治          |
| 2014/4/6      | 2017/1/21  | 2017/2/11  | 24     |              | 新的強敵 異域霸者新的強敵Over Lord                       | - 迪姆修（CV：杉田智和） - 雷迪艾（CV：津田健次郎）                                                                                          | 4.4%       | 虛淵玄            | 石田秀範        |
| 異域霸者篇    |            |            |        |              |                                                          | |            |                   | 石田秀範        |
| 2014/4/13     | 2017/2/4   | 2017/2/18  | 25     |              | 古力冬・布拉弗・最強搭檔古列頓・Bravo・最強組合          | - 鹿異域者 - 蝙蝠異域者 - 獅子異域者 | 6.0%       | 虛淵玄 鋼屋ジン   |                 |
| 2014/4/20     | 2017/2/11  | 2017/2/25  | 26     |              | 巴隆創世紀變身！巴隆的創世變身！                         | - 迪姆修（CV：杉田智和） | 5.7%       | 虛淵玄 鋼屋ジン   | 諸田敏          |
| 2014/4/27     | 2017/2/18  | 2017/3/4   | 27     |              | 得知真相的時刻知道真相的時刻                             | - 迪姆修（CV：杉田智和） | 4.9%       | 虛淵玄            | 諸田敏          |
| 2014/5/4      | 2017/2/25  | 2017/3/11  | 28     |              | 背叛者斬月背叛的斬月                                     | - 天牛異域者 | 4.5%       | 虛淵玄 鋼屋ジン   | 柴崎貴行        |
| 2014/5/11     | 2017/3/4   | 2017/3/18  | 29     |              | 異域霸者之王Over Lord之王                                | - 迪姆修（CV：杉田智和） | 5.4%       | 虛淵玄            | 柴崎貴行        |
| 2014/5/18     | 2017/3/11  | 2017/3/25  | 30     |              | 赤紅蒼藍的人造人紅與藍的                                 | - 山羊異域者 - （CV：青木玄德） | 6.9%       | 毛利亘宏          | 田崎龍太        |
| 2014/5/25     | 2017/3/18  | 2017/4/1   | 31     |              | 禁忌果實的下落禁果的去向                                 | - 迪姆修（CV：杉田智和） - 雷迪艾（CV：津田健次郎） - 羅修奧（CV：中田讓治）                                                                 | 5.7%       | 虛淵玄            | 田崎龍太        |
| 2014/6/1      | 2017/3/25  | 2017/4/8   | 32     |              | 最強的力量！極致戰甲！                                   | - 迪姆修（CV：杉田智和） - 迪姆修・進化體 - 鹿異域者 - 蝙蝠異域者 - 青龍異域者 - 天牛異域者 - 獅子異域者 - 山羊異域者                        | 5.9%       | 虛淵玄            | 石田秀範        |
| 2014/6/8      | 2017/4/1   | 2017/4/15  | 33     |              | 舞動遊騎兵大集合                                         | - 鹿異域者 - 多多安修（CV：上田燿司） | 4.7%       | 虛淵玄 海法紀光   | 石田秀範        |
| 2014/6/22     | 2017/4/8   | 2017/4/22  | 34     |              | 王者之力與王妃復活王的力量與王妃復活                     | - 獅子異域者 - 山羊異域者 - 青龍異域者 - 古林查（CV：穴井勇輝）                                                                              | 6.7%       | 虛淵玄 鋼屋ジン   | 諸田敏          |
| 2014/6/29     | 2017/4/22  | 2017/4/29  | 35     |              | 光實的方舟阿實的方舟                                     | - 青龍異域者 - 鹿異域者 - 蝙蝠異域者 - 古林查（CV：穴井勇輝）                                                                                | 6.9%       | 虛淵玄            | 諸田敏          |
| 2014/7/6      | 2017/4/29  | 2017/5/6   | 36     |              | 兄弟對決！斬月對決斬月・真！兄弟的了斷！斬月VS斬月・真！ | - 雷迪艾（CV：津田健次郎） | 4.5%       | 虛淵玄            | 柴崎貴行        |
| 2014/7/13     | 2017/5/6   | 2017/5/13  | 37     |              | 巴隆的足球大賽 夏日戰爭！巴隆・足球對決 夏之陣！         | - 蝗蟲怪人 | 4.9%       | 毛利亘宏          | 柴崎貴行        |
| 2014/7/20     | 2017/5/13  | 2017/5/20  | 38     |              | 教授歸來教授的回歸                                       | - 辛姆古魯 | 4.7%       | 虛淵玄 鋼屋ジン   | 山口恭平        |
| 2014/7/27     | 2017/5/20  | 2017/5/27  | 39     |              | 賭命的高塔突擊作戰！殊死的塔部突擊作戰！                 | - 鹿異域者 - 蝙蝠異域者 - 青龍異域者 - 天牛異域者 - 獅子異域者 - 山羊異域者 - 辛姆古魯                                                       | 3.2%       | 虛淵玄            | 山口恭平        |
| 禁忌果實篇    |            |            |        |              |                                                          | |            | 虛淵玄            |                 |
| 2014/8/10     | 2017/5/27  | 2017/6/3   | 40     |              | 覺醒成為異域霸者覺醒為Over Lord                          | - 雷迪艾（CV：津田健次郎） - 白虎異域者（CV：佐野岳） - 多多安修（CV：上田燿司） - 辛姆古魯 - 青龍異域者 - 天牛異域者 - 蝙蝠異域者           | 4.7%       | 石田秀範          |                 |
| 2014/8/17     | 2017/6/3   | 2017/6/10  | 41     |              | 激戰！異域霸者之王激戰！Over Lord之王                    | - 羅修奧（CV：中田讓治） - 雷迪艾（CV：津田健次郎） - 鹿異域者 - 青龍異域者 - 天牛異域者 - 獅子異域者 - 山羊異域者                           | 3.6%       | 石田秀範          | 虛淵玄 鋼屋ジン |
| 2014/8/24     | 2017/6/10  | 2017/6/17  | 42     |              | 光實！最後的變身！                                       | - 鹿異域者 - 蝙蝠異域者 - 青龍異域者 - 天牛異域者 - 獅子異域者                                                                               | 3.7%       | 諸田敏            | 虛淵玄 鋼屋ジン |
| 2014/8/31     | 2017/6/17  | 2017/6/24  | 43     |              | 巴隆的究極變身！巴隆！究極的變身！                       | - 勳爵巴隆（CV：小林豐） | 3.7%       | 諸田敏            | 虛淵玄          |
| 2014/9/7      | 2017/6/24  | 2017/7/1   | 44     |              | 兩人追求的未來為何二人所追求的未來                       | - 勳爵巴隆（CV：小林豊） - 獅子異域者 - 山羊異域者                                                                                           | 3.6%       | 虛淵玄 鋼屋ジン   | 金田治          |
| 2014/9/14     | 2017/7/8   | 2017/7/8   | 45     |              | 命中注定的最終決戰！命運的二人 終極決戰！                | - 勳爵巴隆（CV：小林豊） - 鹿異域者 - 鹿異域者・強化體 - 野豬異域者 - 青龍異域者 - 青龍異域者・強化體 - 天牛異域者 - 獅子異域者 - 山羊異域者 | 4.1%       | 虛淵玄            | 金田治          |
| 2014/9/21     | 2017/7/15  | 2017/7/15  | 46     |              | 命運的勝利者                                             | - 勳爵巴隆（CV：小林豊） | 4.8％      | 虛淵玄            | 石田秀範        |
| 特別篇        |            |            |        |              |                                                          | |            |                   | 石田秀範        |
| 2014/9/28     | 2017/7/22  | 2017/7/22  | 最終話 |              | 變身！邁向未来變身！然後迎接未来                         | - 鹿異域者 - 蝙蝠異域者 - 青龍異域者 - 蝗蟲怪人                                                                                              | 5.8%       | 鋼屋ジン          |                 |

## 音樂

### 主題曲
「JUST LIVE MORE」
- 演唱：鎧武乃風[51]
- 作詞：藤林聖子
- 作曲／編曲：鳴瀨シュウヘイ（日语：鳴瀬シュウヘイ）

### 插曲
「E-X-A（Exciting X Attitude）」 （第3話，第5話，第11話）
- 演唱：KAMEN RIDER GIRLS
- 作詞：藤林聖子
- 作曲／編曲：tatsuo（日语：tatsuo）

「Never surrender」 （第8話，第26話，第37話）
- 演唱：TEAM BARON（CV：小林豐、松田岳、百瀨朔）
- 作詞：藤林聖子
- 作曲／編曲：五十嵐"IGAO"淳一

「時之華」 （第17話，第21話，第29話）
- 演唱：KAMEN RIDER GIRLS
- 作詞：藤林聖子
- 作曲：NAOKI MAEDA（日语：前田尚紀 (ミュージシャン)）
- 編曲：鳴瀨シュウヘイ

「Rise Up Your Flag」 （第24話，第28話，第30話，第37話）
- 演唱：葛葉紘汰（CV：佐野岳）
- 作詞：藤林聖子
- 作曲／編曲：tatsuo

「亂舞Escalation」 （第36話，第37話，第39話，第41話，第45話）
- 演唱：葛葉紘汰 & 驅紋戒斗（CV：佐野岳、小林豐）
- 作詞：藤林聖子
- 作曲／編曲：鳴瀨シュウヘイ

「Point Of No Return」 
- 演唱：吳島光實（CV：高杉真宙）
- 作詞：藤林聖子
- 作曲／編曲：鳴瀨シュウヘイ

## 其他相關媒體

### 劇場版
- 《假面騎士×假面騎士 鎧武 & Wizard 天下決勝之戰國MOVIE大合戰》（2013年12月14日上映）
- 《平成騎士對昭和騎士 假面騎士大戰 feat.超級戰隊》（2014年3月29日上映）
- 《劇場版 假面騎士鎧武 足球大決戰！黃金果實爭奪杯！》（2014年7月19日上映）
- 《假面騎士×假面騎士 Drive & 鎧武 MOVIE大戰 Full Throttle》（2014年12月13日上映）
- 《假面騎士平成Generations FINAL Build & EX-AID with 傳說騎士》（2017年12月9日上映）

### 電視影集
- 《假面騎士Wizard》

第52-53話，假面騎士鎧武/葛葉紘汰登場。
- 《假面騎士ZI-O》

第10-12話，葛葉紘汰、第11-12話，驅紋戒斗登場。

### 映像商品化

#### 劇集商品
- TV劇集從2014年2月21日起，每卷4話以Blu-ray及DVD每月順序發行。
  - 《演員座談會》：收錄在內的特輯之一，劇中主要演員以座談會形式作對話。
  - 《天下決勝之奪取國家合戰》：第二卷開始收錄在內的特輯之一，劇中主要演員分成兩組並以競技遊戲分勝負的環節。

| 發售日期       | 收錄卷集 | 主題 | 中文主題                         |
| -------------- | -------- | ---- | -------------------------------- |
| 2014年3月19日  | Vol.2    |      | 戰國三種競技編                   |
| 2014年4月18日  | Vol.3    |      | 陣太鼓鳴響！                     |
| 2014年5月16日  | Vol.4    |      | 肚餓的話就無法出戰！             |
| 2014年6月20日  | Vol.5    |      | 頭腦是人生在世時使用！           |
| 2014年7月18日  | Vol.6    |      | 足球之戰                         |
| 2014年8月8日   | Vol.7    |      | 籃球之戰                         |
| 2014年9月19日  | Vol.8    |      | 頭腦是人生在世時使用！第二章     |
| 2014年10月17日 | Vol.9    |      | 堅守三色城！                     |
| 2014年11月21日 | Vol.10   |      | 肚餓的話就無法出戰！第二章       |
| 2014年12月5日  | Vol.11   |      | 即使戰勝也要綁緊鎧甲帶！（前編） |
| 2015年1月16日  | Vol.12   |      | 即使戰勝也要綁緊鎧甲帶！（後編） |

#### 外傳
OV作品
- 《鎧武外傳》

本作為《平成假面騎士系列》的第二套OV作品。
- 《鎧武外傳 假面騎士斬月/假面騎士巴隆》


2015年4月22日以Blu-ray及DVD發行。
- 《鎧武外傳 假面騎士杜古/假面騎士納高爾》


2015年11月11日以Blu-ray及DVD發行。
- 《鎧武外傳 假面騎士古列頓VS假面騎士布拉弗》


播出日期/2020年10月25日-2020年11月1日

### 網路劇
- 《假面戰隊五騎士》


假面騎士巴隆/驅紋戒斗、假面騎士女王/凑耀子登場。
- 《假面騎士REVICE The Mystery》


- 《假面騎士MAJADE with Girls Remix》

（原題：《仮面マジェード with ガールズリミックス》
凑耀子/假面騎士女王登場。

### 電視遊戲
- 《假面騎士：Travelers戰記》（2013年11月28日發行、3DS）
- 《假面騎士Battride War II》（2014年6月26日發行、Playstation 3 / Wii U）

### 《烈車戰隊特急者VS假面騎士鎧武 春假合體特別篇》

假面騎士及超級戰隊跨界合作，於電視版本故事聯動的一小時特別篇。
緊接第23話後於2014年3月30日播放。

### 超戰鬥DVD
- 《假面騎士鎧武 新鮮柳橙鎧甲誕生！～你也抓住！新鮮之力～》


月刊雜誌《てれびくん》2014年4月號認募換購的特別篇DVD。

### 小說
- 《REAL RIDERS 驅紋戒斗外傳》


收錄於書籍《假面騎士鎧武The Guide》之內。
作者江波光則；虛淵玄作監修；及serori作插圖。
講述驅紋戒斗於高中時期的故事。
- 《小説 假面騎士鎧武》


作者砂阿久雁；虛淵玄、鋼屋ジン作監修；講談社キャラクター文庫（講談社）發行。

### 舞台劇
- 《『假面騎士斬月』 -鎧武外傳-》



## 製作人員
- 原作 - 石之森章太郎
- 連載 - TV magazine（日语：テレビマガジン）、電視君（日语：てれびくん）、幼稚園（日语：幼稚園 (雑誌)）、めばえ（日语：めばえ (雑誌)）、たのしい幼稚園（日语：たのしい幼稚園 (雑誌)）、おともだち（日语：おともだち）、コロコロイチバン!（日语：コロコロイチバン!）
- 監製 - 小野寺章（石森プロ）
- 製作人 - 佐佐木基（日语：佐々木基）（tv asahi）、望月卓（東映）
- 劇本 - 虛淵玄、七篠トリコ（日语：七篠トリコ）、砂阿久雁、毛利亘宏、鋼屋ジン（日语：鋼屋ジン）、海法紀光
- 導演 - 田崎龍太（日语：田崎竜太）、柴崎貴行（日语：柴崎貴行）、諸田敏（日语：諸田敏）、中澤祥次郎（日语：中澤祥次郎）、石田秀範（日语：石田秀範）、金田治（日语：金田治）（JAE）、山口恭平（日语：山口恭平）
- 配樂 - 山下康介
- 攝影 - 松村文雄（日语：松村文雄）、倉田幸治、植竹篤史、小林元（日语：小林元 (撮影技師)）、猪熊雅太郎（日语：いのくままさお）
- 美術 - 大嶋修一（日语：大嶋修一）
- 美術助手 - 奥山れもん
- 錄音 - 村上洋祐
- 排舞師 - 足立夏海、掛札拓郎
- 助理編導 - 山口恭平（日语：山口恭平）、杉原輝昭、塩川純平、上堀内佳壽也、石井千晶、 其他
- 動作幹事（第30話） - 江澤大樹、荒川真
- 動作協助（第30話） - スタントジャパン（日语：STUNT Team gocco）
- 編集 - 佐藤連
- EED - 緩鹿秀隆
- 選曲 - 金成謙二（Don Company）
- 音響效果 - 大野義彦
- 整音 - 曾我薫
- 製作統籌 - 富田幸弘
- 製作人候補 - 望月卓、井元隆佑、菅野亞由美
- 操演 - 高木友善（Rise）
- 汽車特技協調 - 西村信宏（Takeshi Racing）
- 生物設計 - 篠原保（日语：篠原保）（藍系異域者）、Niθ（日语：Niθ）（紅系異域者）、山田章博（綠系異域者）、中央東口（日语：中央東口）（古林查）
- 人物設計 - 田嶋秀樹、PLEX（日语：プレックス）
- 資料擔當 - 山邊浩一、金子しん一
- 服裝設計協力 - 三杜シノヴ、山田外朗
- 人物管理 - 小野島泰宏
- 造型 - Blend master（日语：ブレンドマスター）
- 視覺效果 - 日本映像クリエイティブ（日语：日本映像クリエイティブ）、Malin Post（日语：マリンポスト）、林デジタル工務店
- 特攝協調 - 中根伸治
- 特攝監製 - 足立享
- 模型製作 - 松浦芳
- 圖形合成 - 小林真吾（日语：小林真吾）
- CG製作 - 特攝研究所（日语：特撮研究所）
- 特攝導演 - 佛田洋（日语：佛田洋）
- 動作指導 - 石垣廣文（日语：石垣広文）（JAE）
- 動作指導輔佐 - 小倉敏博（日语：おぐらとしひろ）（JAE）
- 製作單位 - 東映、tv asahi、ADK

## 超級英雄時間關連項目
- 2013秋《獸電戰隊強龍者》（第32-48集）
- 2014春《烈車戰隊特急者》（第1-30集）

## 特别篇關連項目
- 假面骑士Wizard
- 烈車戰隊特急者
- 电脑奇侠REBOOT

## 海外播映
| 香港 無綫電視翡翠台 星期六 11:15-11:50 2016年8月6日、10月1日、12月24日、2017年1月28日、4月15日、7月1日停播 12月31日10:45-11:15 | 香港 無綫電視翡翠台 星期六 11:15-11:50 2016年8月6日、10月1日、12月24日、2017年1月28日、4月15日、7月1日停播 12月31日10:45-11:15 | 香港 無綫電視翡翠台 星期六 11:15-11:50 2016年8月6日、10月1日、12月24日、2017年1月28日、4月15日、7月1日停播 12月31日10:45-11:15 |
| --- | --- | --- |
| | （2016年7月23日﹣2017年7月22日）                                                                                               | |
| （2015年6月6日﹣2016年7月16日）                                                                                                | 別有動天 重播 （11:15-11:45） （2017年7月29日﹣11月11日）本節目時段取消                                                        | |

| 台灣 東森綜合台 星期六 08:30-09:00 | 台灣 東森綜合台 星期六 08:30-09:00 | 台灣 東森綜合台 星期六 08:30-09:00 |
| ---------------------------------- | ---------------------------------- | ---------------------------------- |
|                                    | （2016年9月3日﹣2017年7月22日）    |                                    |
|                                    | （時段增加）                       |                                    |

| 台灣 東森超視 星期六 16:30-17:00 | 台灣 東森超視 星期六 16:30-17:00 | 台灣 東森超視 星期六 16:30-17:00 |
| -------------------------------- | -------------------------------- | -------------------------------- |
|                                  | （2016年9月3日﹣2017年7月22日）  |                                  |
| 待查                             | （時段增加）                     |                                  |

| 台灣 東森幼幼台 星期六 15:00-15:30 | 台灣 東森幼幼台 星期六 15:00-15:30 | 台灣 東森幼幼台 星期六 15:00-15:30 |
| ---------------------------------- | ---------------------------------- | ---------------------------------- |
|                                    | （2017年1月21日﹣2017年12月9日）   |                                    |
| 待查                               |                                    |                                    |

## 外部連結
- 《假面騎士鎧武》朝日官網（页面存档备份，存于）（日語）
- 《假面騎士鎧武》東映官網（页面存档备份，存于）（日語）
- 鎧武 介紹（Ban Dai Hong Kong） （页面存档备份，存于）
- 鎧武－TVB官方網站（繁體中文）
- 假面騎士鎧武－東森綜合台官方網站（繁體中文）